# Kínai sárkány

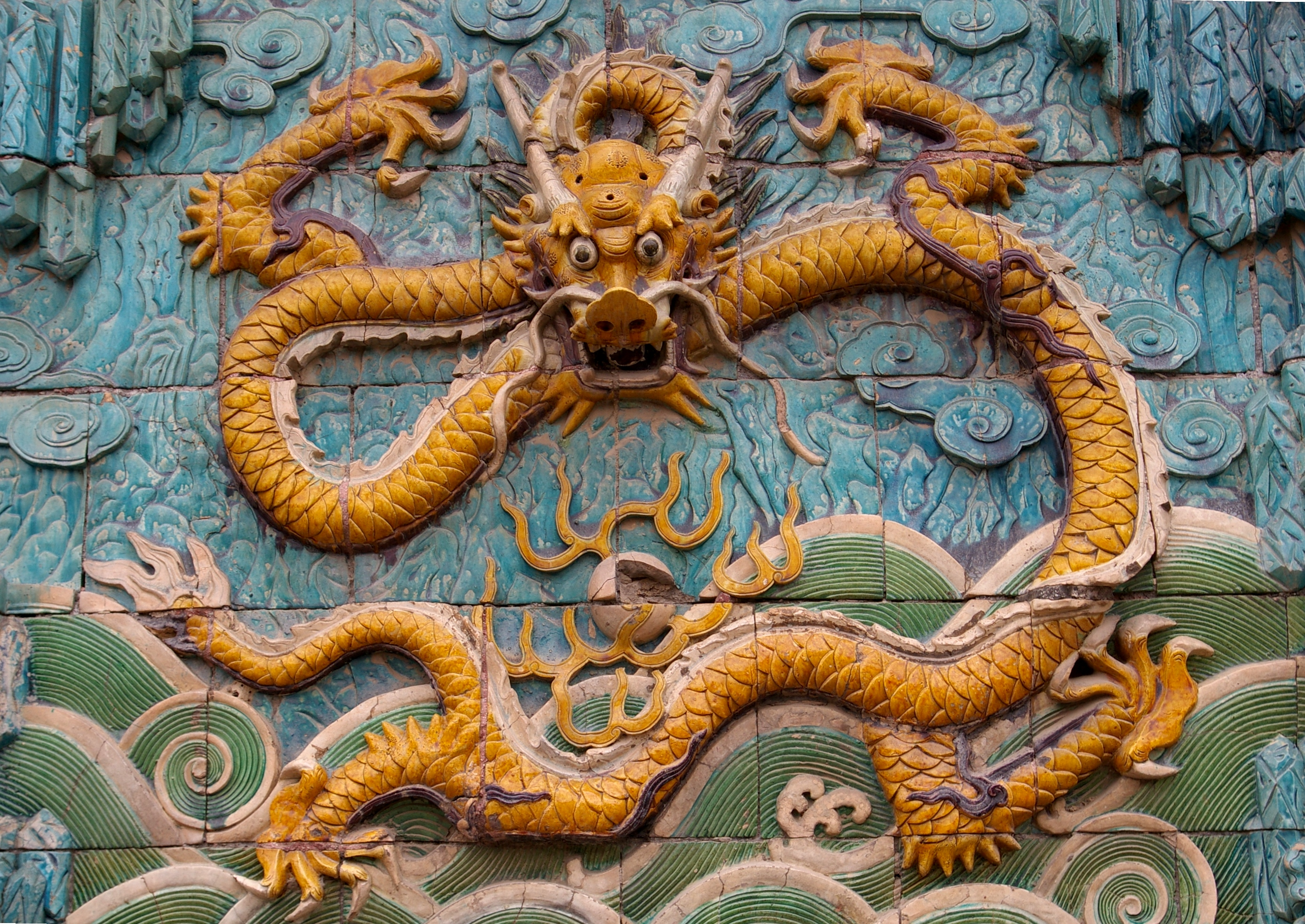
A pekingi Tiltott Városban található „Kilenc sárkány falának” részlete

A sárkányok évezredek óta a kínai mitológia és folklór legnagyobb jelentőségű természetfeletti lényei. Már az i. e. 2. évezredben, az úgynevezett jóslócsontokra karcolt feliratokon is megjelent piktogram formájában. Az ábrázolásokon többnyire több másféle állat részeiből alkották meg alakját, amely általában négy lábbal rendelkező, kígyószerű lény. Az első Han császártól kezdve mindig a császárt szimbolizálta, párba állítva a főnixszel, amely a császárné mitikus jelképállata volt. Megkülönböztettek égi, földi, földalatti sárkányokat, amelyek különböző színűek lehettek. Az égi sárkányok biztosították az esőt, a föld alatt lakók pedig a föld kincseit őrizték. A tengereknek, tavaknak és folyóknak külön gazdáik voltak, az úgynevezett sárkánykirályok. A kínai mitológiában a sárkányok általában jók, a béke, a jólét és a virágzás szimbólumának tekintették őket. Azonban nem csupán a jó szerencse, a termékenység, a gazdagság és az uralkodó szimbólumává vált, hanem mind a mai napig magát Kínát, a kínaiakat és a kínai kultúrát is szimbolizálja. A képző-és díszítőművészetek egyik legnépszerűbb motívuma. Számtalan anekdota, mese, elbeszélés örökítette meg, de szerepel a hivatalos történeti művekben és a régi enciklopédiákban is, mint a „pikkelypáncélos” állatok legfontosabbika. Hatással volt azon távol-keleti népek mitológiájára is, amelyekre Kína erős kulturális hatást gyakorolt, így alakjából és legendáiból sokat merített a japán, a koreai és a vietnámi mitológia sárkánya is. A sárkány a kínai zodiákus 5. állata.

## Eredete

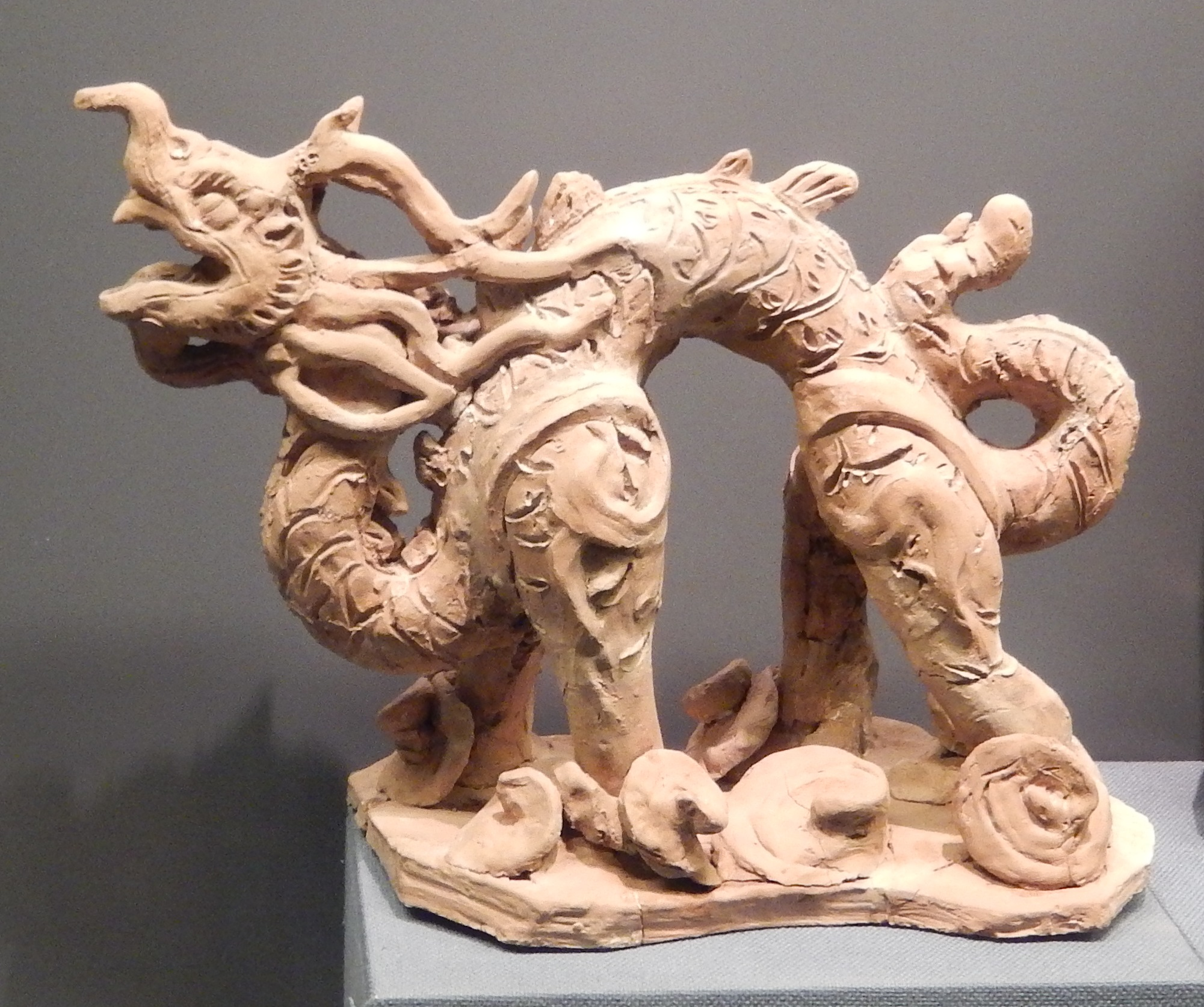
Sárkányt ábrázoló Han-kori szobor

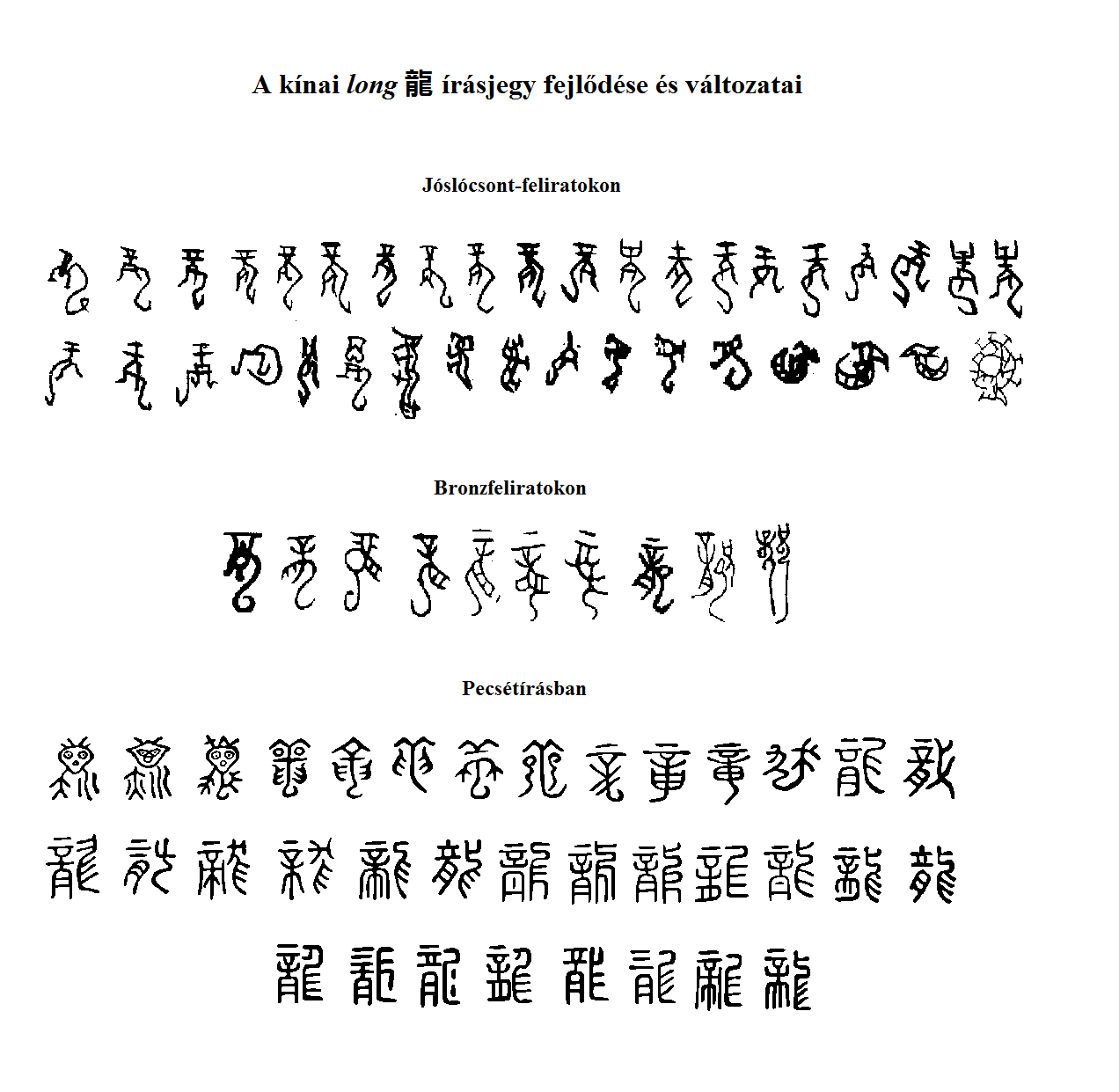
A lung (long) írásjegy történeti fejlődése és változatai. (Az írásjegy legrégebbi, piktogram formái a felső két sorban láthatók, amelyek az i. e. 2. évezred második feléből származó jóslócsont-feliratokon szerepelnek. Alatta a szertartási bronzedényeken használt, úgynevezett bronzírással írt formák, míg az alsó szakaszban a pecsétírásos változatok láthatók.

### Neolit-kori jelenléte

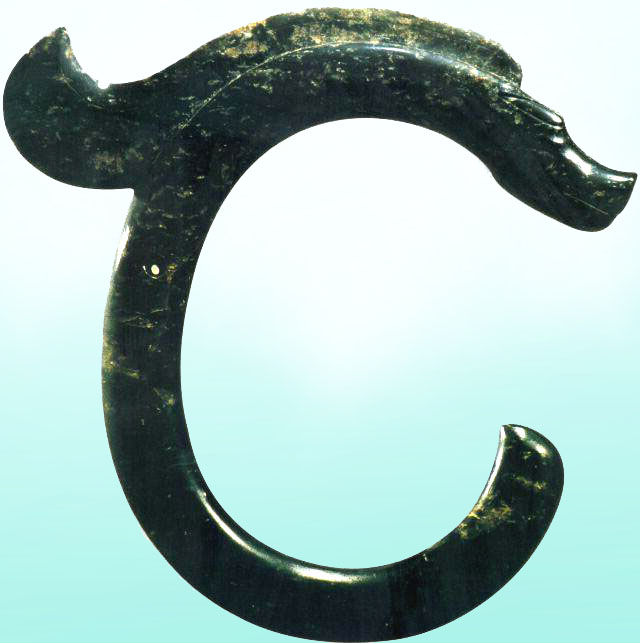
A neolitkori Hungsan (Hongshan)-kultúrából származó C alakú, sárkányt ábrázoló, fekete jáde karperec

Kína területén már az írott történelem előtt időkből, a neolitikus kultúrákból is ismertek sárkányok, legalábbis sárkányszerű ábrázolások. A mai Honan (Henan) tartományban, kb. az i. e. 5. évezredben létezett, úgynevezett Jangsao (Yangshao)-kultúra területéről 1978-ban egy sárkányszobor került elő, míg a kb. i. e. 4700 és i. e. 2900 között létezett, úgynevezett Hungsan (Hongshan)-kultúra területének régészeti lelőhelyén egy sárkányt formázó, fekete színű jáde karperecet találtak, valamint ebből a kultúrából ismertek az úgynevezett disznó-sárkány ábrázolások is. Ezeknek a sárkányoknak a megjelenése határozott hasonlóságot mutat a majd az i. e. 2. évezred második feléből ismert „sárkány” jelentésű lung (long) (龍) írásjegy piktografikus rajzolatának alakjával, amely bizonyítékként szolgálhat a sárkánykultusz újkőkor óta jelenlévő folyamatosságára.

### Korai értelmezések és tévhitek
A föld alól előkerült, megkövült dinoszauruszok, madarak, emlősök csontjait, fogait régóta „sárkánycsontoknak” (lung-ku (longgu) 龍骨) vagy „sárkányfogaknak” (lung-cse (longchi) 龍齒) nevezték. Ezekről úgy tartották, hogy a történelem előtti korokban élt sárkányok maradványai. Előkerült dinoszauruszcsontokról már az i. sz. 4. századból is ismertek írott források, például a történész Csang Csü (Chang Qu) (常璩; kb. 291–361) Szecsuan (Sichuan) tartományból előkerült „sárkánycsontok”-ról tesz említést. Ezek a leletek természetesen még nem archeológiai feltárások eredményeként kerültek napvilágra. A „sárkánycsontok” korai felbukkanására vonatkozó feljegyzés olvasható például a Han-dinasztia hivatalos történeti művének, a Han su (Han shu)nak a 29. fejezetében is: „Ezt követően mintegy tízezer katonát vezényeltek csatornát ásni, hogy a Lo (Luo)-folyót (Lo-suj (Luoshui) 洛水) elvezessék Cseng (Zheng)től (徵) Sangjen (Shangyan)ig (商顏) … mivel ásás közben »sárkánycsontok« (lung-ku (longgu) 龍骨) kerültek elő, a csatornát »Sárkányfej-csatornának« (Lungsoucsü (Longshouqu) 龍首渠) nevezték el.”
A „sárkánycsontok” kitüntetett figyelmet kaptak a hagyományos kínai orvosszerek között is. Például az 1578-ban megjelentetett monumentális gyógyszerészeti műben, a Pen-cao kang-mu (Bencao gangmu) (《本草綱目》), Alapvető tudnivalók a gyógyszertanrólnak a 43. fejezetében, amely a pikkelyes állatokból (lin-csung (linchong) 鱗蟲) készült orvosszereket tárgyaló szakasz első fejezete, az olvasható, hogy a „sárkánycsont” a hatalmas hegyek sziklaszirtjein, a folyók partjain, illetve barlangokban találhatók, vagyis olyan helyeken, ahol sárkányok múltak ki. Számos nyavalya kúrálása mellett kiváló afrodiziákumnak is tartották, a „fehér sárkánycsontot” (paj-lung-ku (bailonggu) 白龍骨) pedig az éjszakai magömlést szabályozó, vagy vizelési problémákat orvosoló szerként fogyasztották. A 20. század elején, a kínai írás legelső emlékeire is egy patikában figyeltek fel. A gyógyszerként árusított „sárkánycsontok” karcolatai, amelyek valójában patás állatok lapockacsontjai (scapula) és teknősök hasi páncéljai (plastron) a kínai írás ma ismert legkorábbi változatainak íráshordozói.
Létezik olyan elmélet, ami a kínai sárkány eredetét a kínai aligátorra vezeti vissza.

### A legkorábbi írott források elemzése
Az egykor „sárkánycsontoknak nevezett”, a Sang (Shang)-kor második feléből (i. e. 14–11. század) származó jóslócsontok feliratain viszonylag sokszor szerepel a lung (long) írásjegy, amely arra utal, hogy igen kitüntetett szerepe lehetett a sang (shang)ok vallási életében, illetve világképében. A kínai írás e – ma ismert – legkorábbi változatában az írásjegyeknek még nem létezett „szabványosított” formája, így a legtöbb írásjegy többféle formában, grafikai megjelenítésben is megjelenhetett a karcolatokon. Ezzel együtt is zavarba ejtően sok formai változata ismert a lung (long) írásjegynek, amely típusát tekintve piktogram, vagyis az általa megnevezett tárgy stilizált képe. Ebből következik, hogy a jóslócsontokon látható lung (long) írásjegy valójában magának a sárkánynak a stilizált rajza, abban a formában, amilyennek a sang (shang)ok képzelték. A korai írásjegyek elemzői egy, a legendás főnixhez (feng (feng) 鳳) hasonló fejjel rendelkező, vagyis tarajt viselő, száját hatalmasra nyitó, kígyószerűen tekergő, hosszú testű lény ábrájaként értelmezik a lung (long) írásjegy Sang (Shang)-kori képjel formáját.

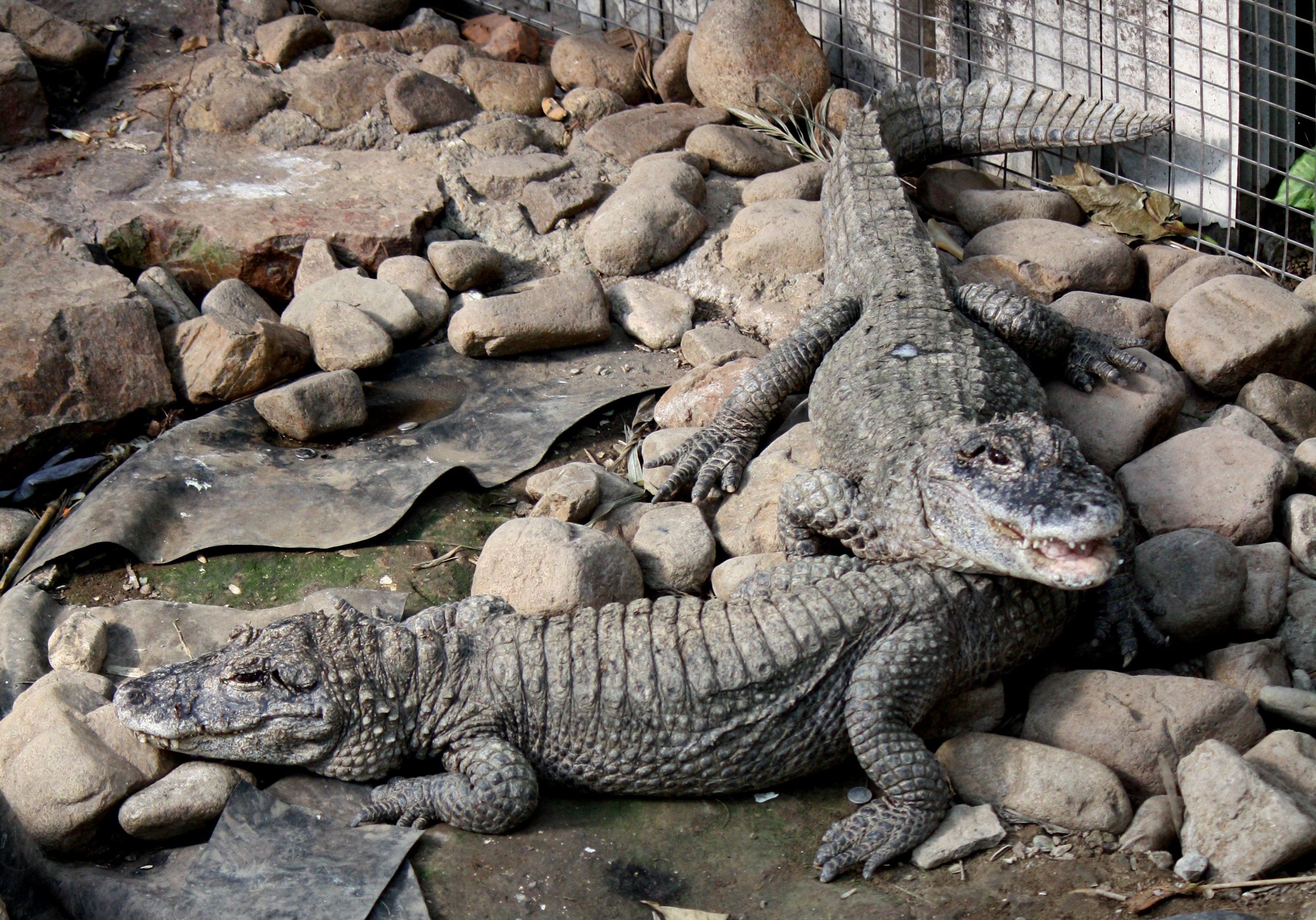
Kínai aligátorok, amelyekről feltételezhető, hogy a kínai sárkány előképeiként szolgáltak

A kínai sárkány alakjának eredete mindezzel együtt fejtörést okoz a szakembereknek. Vannak, akik azt feltételezik, hogy a „sárkány” jelentésű piktogramokon nem taréj látható, hanem szarvak, mint amilyeneket a kínai sárkányok későbbi ábrázolásain is látni lehet. Bizonyos feltételezések szerint a piktogram előképei az ősgyíkok lehettek, míg mások úgy vélekednek, hogy az aligátor. A jóslócsontokon nem csupán isteni, természetfeletti lényként jelenik meg, hanem például helynevekben is, sőt azt is feltételezik, hogy azoknak az őstibeti csiang (qiang) (羌) törzsek az elnevezésével állt kapcsolatban, akik egykor a mai Honan (Henan) tartomány nyugati és középső részén, valamint Sanhszi (Shanxi) tartomány déli részén élhettek.
A kínai tudós, Feng Si (Feng Shi) (馮時) hipotézisére utal és erősíti meg maga is David W. Pankenier amerikai sinológus, amikor cikkében a Sang (Shang)-dinasztia idején látható égbolt rekonstrukcióját követően arra a következtetésre jut, hogy a lung (long) piktogram tulajdonképpen a korabeli éjszakai égbolton látható egyik csillagkép rajzolata. A szintén amerikai sinológus, Robert Eno azonban szkeptikus Pankenier megállapításával kapcsolatban, szerinte ugyanis bármennyire is vonzó elmélet ez, a Sang (Shang)-kori jóslócsontokon olvasható szövegek nem igazolják a csillagokkal, csillagképekkel kapcsolatos vallási érdeklődést.

#### Az első kínai etimológia szótár magyarázata

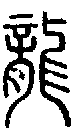
A lung (long) írásjegy pecsétírásos formája a Suo-ven csie-ce (Shuowen jiezi)ben

Az i. sz. 100-ban összeállított kínai etimológiai szótár, a Suo-ven csie-ce (Shuowen jiezi) szerzője, Hszü Sen (Xu Shen) még nem ismerhette a jóslócsontok feliratain szereplő írásjegy változatokat, hiszen azokat rituális keretek között, még a Sang (Shang)-korban elásták, és a 20. században váltak újra ismertté. Hszü Sen (Xu Shen) szótára összeállításakor az írásjegyek általa ismert legkorábbi változatait, a pecsétírásos alakokat vette alapul az írásjegyek grafikai összetételének magyarázatához. A lung (long) írásjegyről a következőket írta: „Hosszú (testű), pikkelyes féreg (ti. hüllő). Képes sötétbe burkolózni, s képes fénnyel áradni; képes összezsugorodni, s képes hatalmasra kitágulni; képes rövidre (húzni magát), s képes hosszúra nyúlni. Tavasszal az égbe emelkedik; ősszel mély árkokba, szakadékokba búvik. A 'hús' (zsou (rou) 肉) és a 'repülni' (fej (fei) 飛), valamint a kiejtésre utaló 童 (tung (tong)) írásjegyek (összetételéből alkották meg).” A magyarázatból látható, hogy Hszü Sen (Xu Shen) az i. sz. 1. század végén már nem piktogram formájában ismerte a lung (long) írásjegyet, hanem olyan „fono-szemantikai összetételként" (hszing sen (xing sheng) 形聲; szó szerint: „forma és hangzás”), mint amilyen a ma ismert kínai írásjegyek mintegy 82%-a. Az eredeti piktogram, képjel, valamikor a Csou (Zhou)-kor elején egészülhetett ki az írásjegy kiejtésére utaló fonetikai elemmel, amely az így keletkezett összetétel bal oldalán kapott helyet, azonban a jobb oldalon megmaradt szemantikai elem – amely az eredeti piktogram módosított rajza – Hszü Sen (Xu Shen) számára már nem volt egyértelmű, hogy egy hüllőszerű, nyitott szájú, tarajt (vagy szarvat) viselő lény ábrája, hiszen ő a 肉 „hús” és a 飛 „repül” írásjegyek kombinációjának vélte. Nem lehet tudni, hogy ennek a két írásjegynek vajon tulajdonított-e bármilyen szemantikai jelentőséget is, amely a sárkányhoz kapcsolódik. Az írásjegy leírását bevezető, feltehetően a sárkány alakjához kapcsolódó korabeli legendákból, hiedelmekből merítkező leírásban ugyan tesz említést a sárkány égbe emelkedésének (teng (deng) 登) képességéről, ami összefügghet a repülés képességével, de a „hús” írásjegy bevonása az értelmezésbe szemantikailag nem tisztázható.

## Leírása

### Alakja, megjelenése

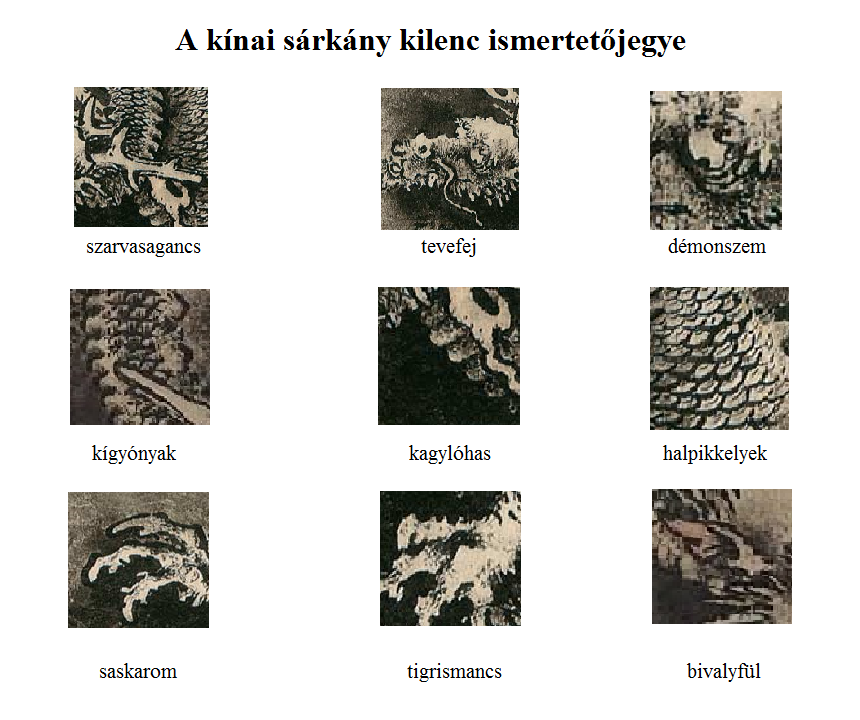
A kínai sárkány „kilenc ismertetőjegye” (csiu-sze (jiusi) 九似) Csen Zsung (Chen Rong) (陳容) A kilenc sárkány képe (Csiu lung tu (Jiu long tu) 九龍圖) című tusfestménye (1244.) részleteinek felhasználásával

A feltehetően legkorábbi formájában totemállatként megjelenő sárkány fokozatosan egyfajta mitikus, természetfeletti lénnyé vált, amelyről az írott források úgy számolnak be, mintha időről-időre az emberek számára is megjelent, látható lett volna, épp ezért formáját, képességeit vagy tulajdonságait is meg lehetett figyelni, és dokumentálhatók voltak. Az i. e. 3. századból származó, legkorábbi kínai szótárhoz, vagy inkább enciklopédiához, az Er ja (Er ya)hoz a Szung (Song)-korban íródott (1320) kommentárkiegészítésben, az Er ja ji (Er ya yi) (《爾雅翼》) 28. kötetében – ahol is a szerző a lung (long)ot „a pikkelyes állatok leghosszabbikának” (lung-csung cse csang (longchong zhi chang) 鱗蟲之長) nevezi – olvashatók a sárkánnyal kapcsolatos addig keletkezett legjelentősebb feljegyzések. Itt is olvasható az a sárkány alakjával kapcsolatos leghíresebb, legtöbbet idézett leírás, amelyet Vang Fu (Wang Fu)nak (王符; kb. i. sz. 83–170), a Han-dinasztia idején élt filozófusak tulajdonítanak:

„Általában, amikor az emberek sárkányt festenek lófejjel és kígyófarokkal ábrázolják. Csakhogy van ezeken kívül a „három tagolás” (szan ting (san ting) 三停) és a „kilenc hasonló” (csiu sze (jiu si) 九似) szabálya is. A fejtől a vállakig, a vállaktól derékig, a deréktól a farokig – ezek alkotják a (sárkány) tagjait. A „kilenc hasonló” pedig a következő: a szarva (csiao (jiao) 角; ti. agancsa) hasonlítson a szarvaséhoz; a feje hasonlítson a tevéhez; a szeme hasonlítson a démonokéhoz (kuj (gui) 鬼); a nyaka hasonlítson a kígyóéhoz; a hasa hasonlítson egy kagylóéhoz (sen (shen) 蜃); a pikkelyei hasonlítsanak egy haléhoz; a karmai hasonlítsanak egy saséhoz; a mancsai hasonlítsanak egy tigriséhez; a füle pedig hasonlítson a bivalyéhoz. A fején van (továbbá) egy széles hegyhez hasonló dolog (ti. dudor), aminek az elnevezése: cse-mu (chimu) (尺木; „ács-rőf”), s aminek a hiányában a sárkány nem képes felemelkedni az égbe.”

Ez a Vang Fu (Wang Fu)nak tulajdonított leírás vált később a sárkány kínai ábrázolásmódjának kánonjává. Megjegyzendő, hogy ez a leírás Vang Fu (Wang Fu) ma ismert művei között nem szerepel, csak későbbi hivatkozások, idézetek tucatjaiból ismert, melynek többféle változata is létezik. A már idézett Pen-cao kang-mu (Bencao gangmu) (《本草綱目》), vagyis Alapvető tudnivalók a gyógyszertanról (1578) például más sorrendben szerepelteti a „kilenc hasonló” alkotóelemet, és úgy tudja, hogy a sárkány szemének a nyúléhoz, a pikkelyeinek pedig a pontyéhoz kell hasonlatosnak lennie. Ezenkívül azt is tudni véli, hogy Vang Fu (Wang Fu) leírásában az is szerepelt, hogy a sárkány hátán 9×9, vagyis összesen 81 pikkely található, ahogyan a jang (yang) erőhöz illik. A hangja olyan, mintha bronztálat ütnének, a szája két oldalán szakáll lóg le, az állkapcsa alatt egy fényes gyöngy található, a torka alatt pedig ellentétes irányba futnak a pikkelyek. Ha kifújja a levegőt, abból felhők keletkeznek, amit képes vízzé vagy tűzzé változtatni.
A sárkány más állatokhoz való hasonlításának egy igen érdekes története olvasható Liu Csi (Liu Ji) (劉基; 1311–1375) Jü-li-ce (Yulizi) 《郁離子》 Huan-lung (Huanlong) anekdotagyűjteményében, amely szerint egy fejedelem az jándékba kapott tobzoskát (ling-li (lingli) 鯪鯉) sárkánynak gondolta.
| Liu Csi (Liu Ji): A sárkányetetés (Huan lung (Huan long) 豢龍) | Liu Csi (Liu Ji): A sárkányetetés (Huan lung (Huan long) 豢龍) |
| --- | -------------------------------------------------------------- |
| Történt egyszer, hogy valaki egy tobzoskát ajándékozott a Shang-házbéli Ling fejedelemnek, amiről ő azt hitte, hogy egy sárkány. Igencsak örvendett a fejedelem, s arról érdeklődött, hogy mit eszik egy ilyen jószág. – Hangyákat – felelték neki. Így hát a fejedelem egy embert rendelt mellé, hogy gondoskodjék róla. Ám volt valaki, aki azt mondta: – Ez bizony tobzoska, nem pedig sárkány! A fejedelem erre iszonyatos haragra gerjedt, s megkorbácsoltatta az illetőt. Ettől úgy megrettent valamennyi bizalmasa, hogy többé senkise mert előhozakodni azzal, hogy a fejedelem házi kedvence valójában nem is sárkány, hanem alázatosan isteni lényként tisztelték. A fejedelem figyelte, ahogy a sárkánya összegömbölyödik, akár egy labda, majd hirtelen kinyújtózik. A körötte állók úgy tettek, mintha roppantmód megrémültek volna, és csodasárkánynak nevezték. A fejedelmet még jobban lenyűgözte kedvence, és átköltöztette magához a palotába. Éjjel azonban a tobzoska átfúrta magát a téglákon, és kereket oldott. A fejedelem bizalmasai jelentették a sajnálatos eseményt az uruknak: – A sárkányod, fenség, bizony borzalmasan erős. Az éjjel átfúrta magát a falon, és nyoma veszett. Ling fejedelem megvizsgálta a nyomait, de mindhiába, egészen vigasztalhatatlan volt. Megparancsolta, hogy tenyésszenek jó kövér hangyákat, s bízott abban, hogy kedvence mégis csak vissza fog térni hozzá. Nem sokkal később, mennydörgéssel és villámlással kísérve hatalmas vihar kerekedett, az égen pedig egy igazi sárkány jelent meg. A fejedelem a markában tartott hangyákkal hívogatta őt. A sárkányt ez annyira feldühítette, hogy egy pillanat alatt romba döntötte a palotát, a Shang-házbeli Ling fejedelem pedig szörnyethalt. A fejedelem fia azt mondta minderre: – Apám bizony ostoba volt, hiszen egy nem valódi sárkányt gondolt sárkánynak, amikor pedig felbukkant az igazi sárkány, hangyákkal akarta azt lakomára hívni, mire a sárkány végezett vele. Bizony saját maga okozta a vesztét! Tokaji Zsolt fordítása |                                                                |

### Képességei, tulajdonságai
Ugyancsak az Er- ja (Er ya) inspirálta a Szung (Song)-kori Li Tien (Lu Dian)t (陸佃; 1042–1102), aki a 11. század végén összeállította a Pi-ja (Piya) (《埤雅》) című enciklopédiáját. A terjedelmes mű rögtön a sárkány tárgyalásával kezdődik, amelyben a következők olvashatók:

„A sárkánytűz, ha nedvességgel érintkezik, akkor fellángol, ha vízzel érintkezik, akkor éget, az emberek pedig tüzet használva űzik, amikor a sárkány kilélegzik. Épp ezért a népek a tűzhöz hasonlítják. A sárkány tojásból kel ki, amit (a szülők) a lélegzetükkel melengetnek. A hím felül fújja, a nőstény pedig alul, mivel a (lélegzetük keltette meleg) fuvallat hatására fejlődnek ki.”

A csupán idézetek és hivatkozások formájában ismert Si-tien (Shidian) (《釋典》) című mű további érdekes részletekkel szolgál a sárkány viselkedésével, tulajdonságaival kapcsolatban:

„Amikor a sárkányok párosodnak, két apró kígyóvá változnak át. Létezik egy olyan mendemonda, miszerint a sárkonyoknak vad, heves természetük van, szeretik a szép jádét, a malachitot (kung-csing (kongqing) 空青), előszeretettel fogyasztanak fecskehúst, de félnek a vastól, a fűtől, a százlábútól, a méliától és az ötszínű (ti. tarka) selyemtől. Ez azért van, mert a fecskéket fogyasztók tartózkodnak a vizeken való átkeléstől, az esőért imádkozók fecskét használnak, a vízi katasztrófákat elkerülni igyekvők tűket és füveket használnak, (a vízbe fúlt) Csü Jüan (Qu Yuan) emlékének áldozók méliát használnak és színes selyembe bugyolált rizslabdacsokat vetnek a folyóba. Az orvosdoktorok sárkánycsontokat használnak (gyógyításra), mivel tisztában vannak annak áldásos tulajdonságaival.”

A Ming-kori író, Hszie Csao-csö (Xie Zhaozhe) (謝肇淛; 1567–1624) művének, a Vu ca cu (Wu za zu) (《五雜俎》; kb. 1592) 9. fejezetében arról számol be, hogy a sárkány természetét tekintve igen buja (jin (yin) 淫), aki más állatokkal is szokott párosodni: „Ha bivallyal párosodik, akkor egyszarvút nemzenek; ha sertéssel párosodik, akkor elefántot nemzenek; ha lóval párosodik, akkor sárkány-lovat (lung-ma (longma) 龍馬) nemzenek.” Egy későbbi helyen pedig megjegyzi, hogy azért van a sárkányoknak oly sok egyedi fajtája, mert buja természete okán, gyakorlatilag nincs olyan állat, amelyikkel ne párosodna.
Van olyan elképzelés is, miszerint a sárkány süket (lung (long) 聾), és ez az oka annak, hogy a siketeket is lung (long)nak hívják. Ez a hiedelem nyilvánvalóan a két szó azonos hangzására vezethető vissza.
A tojással szaporodó, hüllőszerű kínai sárkányról egyes legendák, elbeszélések, anekdoták, mesék úgy tudják, hogy téli álmot alszik (csö (zhe) 蟄). Ilyenkor rendszerint a föld alá, barlangba, vagy folyó, tavak fenekére húzódik. Olykor egészen különleges formában és helyen vészeli át a hideget. Pu Szung-ling (Pu Songling) (1640–1715) az egyik furcsa történetében leírja, hogy egy asszony szemfehérjében felfedeztek egy „vékony, vérvörös fonálszerűséget” tekeregni, amelyről megállapították, hogy egy telelő sárkány. Három hónap múlva, amikor már napok óta kitartóan esett és mennydörgött, az asszony szeme sarka felrepedt, a sárkány pedig eltűnt. Pu Szung-ling (Pu Songling) egy másik történetében ugyancsak parányi formában, egy százlábúhoz hasonló alakban telel át egy sárkány egy meleg szobában, a könyvesláda rejtekében.

## Fajtái

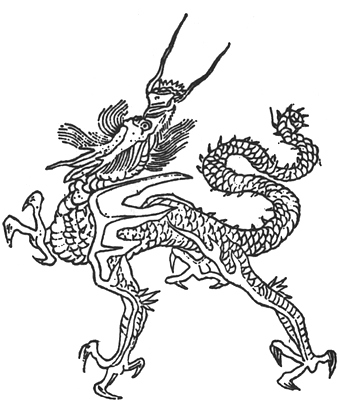
A jing-lung (yinglong) (應龍) ábrázolása a Hegyek és vizek könyvében

A kínai legendákban, mítoszokban és az irodalmi művekben számos „sárkányféle” jelenik meg, amelyek elnevezésében vagy szerepel a lung (long) írásjegy, vagy ha más néven jelenik is meg, egyértelmű, hogy sárkányszerű lényről van szó.
Alighanem az i. sz. 3. század elejéről származik a sárkányok csoportosítására, kategorizálására tett első kísérlet, amelyet az Er-ja (Er ya) enciklopédia bővített változatának, a Kuang ja (Guang ya) (《廣雅》) című lexikon tartalmaz, s amelynek a Si cse (Shi chi) (《釋螭》) fejezetében a szerző, Csang Ji (Zhang Yi) (張揖; 3. sz.) négyféle sárkányt különböztet meg:
- a pikkelyes sárkányok, amelyeket csiao-lung (jiaolong)nak (蛟龍) hívnak,
- a szárnyas sárkányok, amelyeket jing-lung (yinglong)nak (應龍) hívnak,
- a szarvval rendelkező sárkányok, amelyeket csiu-lung (qiulong) (虯龍) hívnak,
- a szarv nélküli sárkányok, amelyeket cse-lung (chilong) (螭龍) hívnak.

A Huaj-nan-ce (Huainanzi) 3. fejezetében az élőlények egy igen érdekes eredetmagyarázata, egyfajta „primitív mitologikus evolúciója” olvasható, amelyben kulcsszerepet kapnak a különböző sárkányok is:

„Jü-csia (Yujia) (羽嘉) nemzette a repülő sárkányt (fej-lung (feilong) 飛龍), a repülő sárkány nemzette a főnixet (feng-huang (fenghuang) 鳳皇), a főnix nemzette a luan-madarat (luan-niao (luanniao) 鸞鳥), a luan-madár nemzette a su (shu)-madarat (su-niao (shuniao) 庶鳥), és a su (shu)-madártól származik valamennyi tollas teremtmény.
Csie-lin (Jielin) (介鱗) nemzette a csiao (jiao)-sárkányt (csiao-lung (jiaolong) 蛟龍), a csiao (jiao)-sárkány nemzette a kun-keng (kungeng)et (鯤鯁), a kun-keng (kungeng) nemzette a csien-hszie (jianxie)t (建邪), a csien-hszie (jianxie) nemzette a su (shu)-halat (su-jü (shuyu) 庶魚), és a su (shu)-haltól származik valamennyi hal.
Csie-tan (Jietan) (介潭) nemzette a hszien (xian)-sárkányt (hszien-lung (xianlong) 先龍), a hszien (xian)-sárkány nemzette a hszüan-jüan (xuanyuan)t (玄黿), a hszüan-jüan (xuanyuan) nemzette a varázslatos teknőst (ling-kuj (linggui) 靈龜), a varázslatos teknős nemzette a su (shu)-teknőst (su-kuj (shugui) 庶龜), és a su (shu)-teknőstől származik valamennyi páncélos állat (ti. hüllő, kétéltű).
Haj-lü (Hailü) (海閭) nemzette a csü (qu)-sárkányt (csü-lung (qulong) 屈龍), a csü (qu)-sárkány nemzette a zsung-hua (ronghua)t (容華), a zsung-hua (ronghua) nemzette a piao (biao)t (蔈), a piao (biao) nemzette a ping-cao (pingzao)t (萍藻), a ping-cao (pingzao) nemzette az úszó füvet (fu-cao (fuzao) 浮草), és az úszó fűtől származik valamennyi, szárral nem rendelkező, úszó, lebegő vízinövény.”

Ugyancsak ebben a fejezetben olvasható a sárkányok színek szerinti csoportosítása, amelyeknek az eredete a szöveg szerint a különböző minőségű föld elem csi (qi)jének kiáramlásából, illetve azok háromzer éven át történő metamorfózisának, illetve leszármazási láncának eredményeképpen jelentek meg a világban. Ez alapján a következő sárkányok különböztethetők meg:
- sárga sárkány (huang-lung (huanglong) 黃龍),[33]
- kékeszöld sárkány (csing-lung (qinglong) 青龍),[34]
- rőt sárkány (cse-lung (chilong) 赤龍),[35]
- fehér sárkány (paj-lung (bailong) 白龍),[36]
- sötét vagy fekete sárkány (hszüan-lung (xuanlong) 玄龍).[37]

Ugyanezeket, a színük szerint megkülönböztetett és csoportba sorolt sárkányokat a Szung (Song)-dinasztia idején Huj-cung (Huizong) császár (徽宗; 1082–1135) „királyként” törvényesítette:
- sárga sárkány (huang-lung (huanglong) 黃龍), szellem, a könyörgéseket figyelmesen meghallgató király,
- kékeszöld sárkány (csing-lung (qinglong) 青龍), szellem, a legkönyörületesebb király,
- rőt sárkány (csu-lung (zhulong) 朱龍), szellem, a tavaknak áldást biztosító király,
- fehér sárkány (paj-lung (bailong) 白龍), szellem, erényes és nemeslelkű király,
- sötét vagy fekete sárkány (hszüan-lung (xuanlong) 玄龍), szellem, a titokzatos vizek mélyén lakozó király.[38]

Ezenkívül léteznek még további, hagyományosnak tekinthető osztályozási rendszerek is. Például:
- a kétszarvú sárkány a lung (long) (龍),
- az egyszarvú sárkány a csiao (jiao) (蛟),
- a szarv nélküli sárkány a cse (chi) (螭),
- a lábatlan sárkány a csu (zhu) (蠋).

A 17. századi monumentális enciklopédia, Jüan csien lej han (Yuan jian lei han) (《渊鉴类函》) 438. fejezetében olvasható a sárkányok csoportosításának egy sokat idézett és hivatkozott változata:
- égi sárkány (tien-lung (tianlong) 天龍) „a mennyek palotáját őrzi, és nem ereszkedik alá”,
- isteni sárkány (sen-lung (shenlong) 神龍) „felhőket támasztva esőt fakaszt az emberek üdvére”,
- földi sárkány (ti-lung (dilong) 地龍) „átvágja a folyókat, megnyitja a csatornákat”,
- kincseken megbúvó sárkány (fu-cang-lung (fucanglong) 伏藏龍) „a királyok és a gazdag emberek kincseire vigyáz”.

Ugyancsak a Jüan csien lej han (Yuan jian lei han) című mű hivatkozva a Hszü-mi-cang-csing (Xumicangjing) (《須彌藏經》) buddhista szútrára az „ártó sárkányok” (e-lung (elong) 惡龍) öt fajtájáról tesz említést:
- szobor sárkány (hsziang-lung (xianglong) 像龍),
- ló-sárkány (ma-lung (malong) 馬龍),
- kígyó-sárkány (sö-lung (shelong) 蛇龍),
- hal-sárkány (jü-lung (yulong) 魚龍),
- varangy-sárkány (ha-ma-lung (hamalong) 蝦蟆龍).

Michael Carr nyelvész a klasszikus kínai szövegekben több mint 100 féle sárkányelnevezést azonosított, amelyeket a lung (long) szuffixumként, vagy ritkábban prefixumként történő használatával képeztek.
- tien-lung (tianlong) (天龍) „égi sárkány” vagy „mennyei sárkány”, a mennyek palotájának őre, az istenek hintóinak vontatója; a Sárkány csillagkép kínai neve,
- sen-lung (shenlong) (神龍) „isteni sárkány”, mennydörgésisten, az időjárás szabályozója, akit emberi fejjel, sárkánytesttel és dobszerű hassal képzeltek el,
- fu-cang-lung (fucanglong) (伏藏龍) „elrejtett kincsek sárkánya”, a drágakövek és nemesfémek alvilági őrizője, akit a tűzhányókkal hoztak összefüggésbe,
- ti-lung (dilong) (地龍) „földi sárkány”, a folyók és tengerek felvigyázója; olykor földigilisztának is nevezik,
- jing-lung (yinglong) (應龍) „válaszoló sárkány”, egyfajta szárnyas sárkány, akit az esőkkel és áradásokkal hoztak kapcsolatba; a Sárga Császár az ő révén végzett Cse Ju (Chi You)val,
- csiao-lung (jiaolong) (蛟龍) „aligátor sárkány”, szarv nélküli vagy pikkelyes sárkány, aki a vízben élő állatok vezére,
- pan-lung (panlong) (蟠龍) „tekergő sárkány”, tavi sárkány, aki nem képes felemelkedni az égbe,
- huang-lung (huanglong) (黃龍) „sárga sárkány”, szarv nélküli sárkány, amely a császárt jelképezi,
- fej-lung (feilong) (飛龍) „repülő sárkány”, szárnyas sárkány, amely a felhőkön utazik; a Feilongus nevű ősgyík névadója,
- csing-lung (qinglong) (青龍) „kékeszöld sárkány”, a keleti égtáj jelképe,
- csiu-lung (qiulong) (虯龍) „csavarodó sárkány”, ellentmondásosan meghatározott: vagy szarvakkal rendelkező, vagy szarvak nélküli sárkányféle,
- csu-lung (zhulong) (燭龍) „fáklya-sárkány” (vagy csu-jin (zhuyin) 燭陰 „világító sötét”), óriás, vörös színű, sárkányszerű lény, egyfajta napisten a kínai mitológiában, amelyet emberi arccal, kígyótesttel képzeltek el,
- cse-lung (chilong) (螭龍) „démon-sárkány”, szarv nélküli sárkányféle, vagy a hegyekben lakó démon,
- lung-vang (longwang) (龍王) „sárkánykirályok”, a négy tenger uralkodói,
- lung-ma (longma) (龍馬) „sárkány-ló”, a folyóból kiemelkedő és Fu-hszi (Fuxi)nak megjelenő sárkány.

Léteznek azonban olyan, egyértelműen sárkánynak, sárkányfélének tekinthető természetfeletti lények is, amelyek megnevezésében nem szerepel a lung (long) 龍 írásjegy:
- hung (hong) (虹) „szivárvány”, a szivárványt az ókorban kétfejű sárkánynak képzelték,
- sen (shen) (蜃) óriás kagyló, alakváltó sárkányszerűség vagy tengeri szörny, amely csodákat idéz elő,
- pa-sö (bashe) (巴蛇) „pa (ba)-kígyó”, óriáskígyószerű sárkány, amely elnyeli az elefántokat is,
- teng (teng) (螣) vagy teng-sö (tengshe) (腾蛇), „lebegő kígyó”, egy lábak nélküli repülő sárkányféle.

### A négy szent állat és az égtájak őrzői
A sárkány tagja a kínai mitológiában a „négy szent állat” (sze ling (si ling) 四 靈) néven ismert azon természetfeletti, különleges lények kiváltságos, és különösen nagy tiszteletnek örvendő csoportjának, amelyek a legendák szerint már a Sárga Császár parkjában is laktak. Ezek az állatok a következők:
- egyszarvú (csi-lin (qilin) 麒麟), a négylábú szőrös állatok ura,
- sárkány (long (lung) 龍), a pikkelyes állatok ura,
- teknős (kuj (gui) 龜), a páncélos állatok ura,
- főnix (feng-huang (fenghuang) 鳳凰), a tollas állatok ura.[43]

Az állatok ezen csoportját is szokás volt a négy égtáj őrzőjeként emlegetni, de ez korántsem volt olyan gyakori, mint az állatok azon négyes csoportja, amelyre sokkal gyakrabban hivatkoztak az égtájakkal kapcsolatban, és amely csoportnak ugyancsak tagja a sárkány. Egy legenda szerint, amikor Nü-va (Nüwa) istennő kifoltozta az eget és megszilárdította a világot, megalkotta a négy égtáj őrzőjét is, akik a négy évszak harmonikus működésének is felelősei lettek. A sötét vagy fekete teknős (hszüan vu (xuan wu) 玄武) hatalma alá tartozott az északi égtáj és a tél irányítása; a keleti égtájat és a tavaszt a zöldeskék vagy azúrsárkányhoz (csing lung (jing long) 青龍) rendelte az istennő; a fehér tigrist (paj hu (bai hu) 白虎) helyezte nyugatra és megbízta az ősz irányításával; a vörös madárhoz (csu csüe (zhu que) 朱雀) pedig az égtájak közül a dél, az évszakok közül a nyár rendeltetett.

### A sárkány kilenc fia
A Ming-korban jelenik meg az az elképzelés, hogy a lung (long)-sárkánynak létezik kilenc fia, akiket a „sárkány nemzette kilenc fiú”-ként (lung seng csiu ce (long shen jiu zi) 龍生九子) emlegettek. Az elképzelés igen népszerűvé vált, így több korabeli írástudó is említette, illetve felsorolta őket. Ezek a „sárkányivadékok” általában valamilyen, már korábban is létezett sárkány vagy sárkányszerű díszítőelemek, dekorációk eredetére adtak magyarázatot.
Li Tung-jang (Li Dongyang) (李東陽; 1447–1516) a Huaj-lu-tang csi (Huailutang ji) 《懷麓堂集》 című művében a következő listát teszi közre:
- csiu-niu (qiuniu) (囚牛), „szereti a zenét, húros hangszerek nyakának végén faragásként jelenítik meg”,
- ja-ce (yazi) (睚眦 vagy 睚眥), „szereti az öldöklést és a vérontást, kardok markolatának végén jelenítik meg”,
- csao-feng (chaofeng) (嘲风), „vonzódik a mélységekhez, a szakadékokhoz, alakját tetősarok-díszként jelenítik meg”,
- pu-lao (pulao) (蒲牢), „szeret bömbölni, alakját a harangok tetején, akasztó alakban jelenítik meg”,
- szuan-ni (suanni) (狻猊), „szeret térdepelve üldögélni, Buddha-szobrok talpazatán, oroszlánformában jelenítik meg”,
- pi-hszi (bixi) (贔屭 vagy fu-hszi (fuxi) 負屭), „roppant ereje van, aki tárgyakat cipel a hátán, kőteknős formában a sírkövek talpazataként jelenítik meg”,
- pi-an (bi'an) (狴犴), „szeret perlekedni, (tigrisszerű formában) a börtönök kapuján jelenítik meg alakját”,
- pa-hszia (baxia) (𧈢𧏡), „szereti átszelni a vizeket, a hidak korlátjának díszeként jelenítik meg”,
- cse-ven (chiwen) (螭吻 vagy 鴟吻), „szeret elnyelni dolgokat, a tetőgerinc két végén jelenítik meg alakját, (hogy elnyelje az ártalmas hatásokat)”.

A költőként is ismert Jang Seng (Yang Sheng) (楊慎; 1488–1559) a Seng-an (Sheng'an) nem hivatalos története (Seng-an vaj-csi (Sheng'an waiji) 《升庵外集》) című gyűjteményében ettől némiképp eltérő neveket és más sorrendben ismertet:
- pi-hszi (bixi) (贔屭),
- cse-ven (chiwen) (螭吻 vagy 鴟尾),
- pu-lao (pulao) (蒲牢),
- pi-an (bi'an) (狴犴),
- tao-tie (taotie) (饕餮),
- pa-hszia (baxia) (𧈢𧏡),
- ja-ce (yazi) (睚眥),
- szuan-ni (suanni) (狻猊),
- csiao-tu (jiaotu) (椒圖).

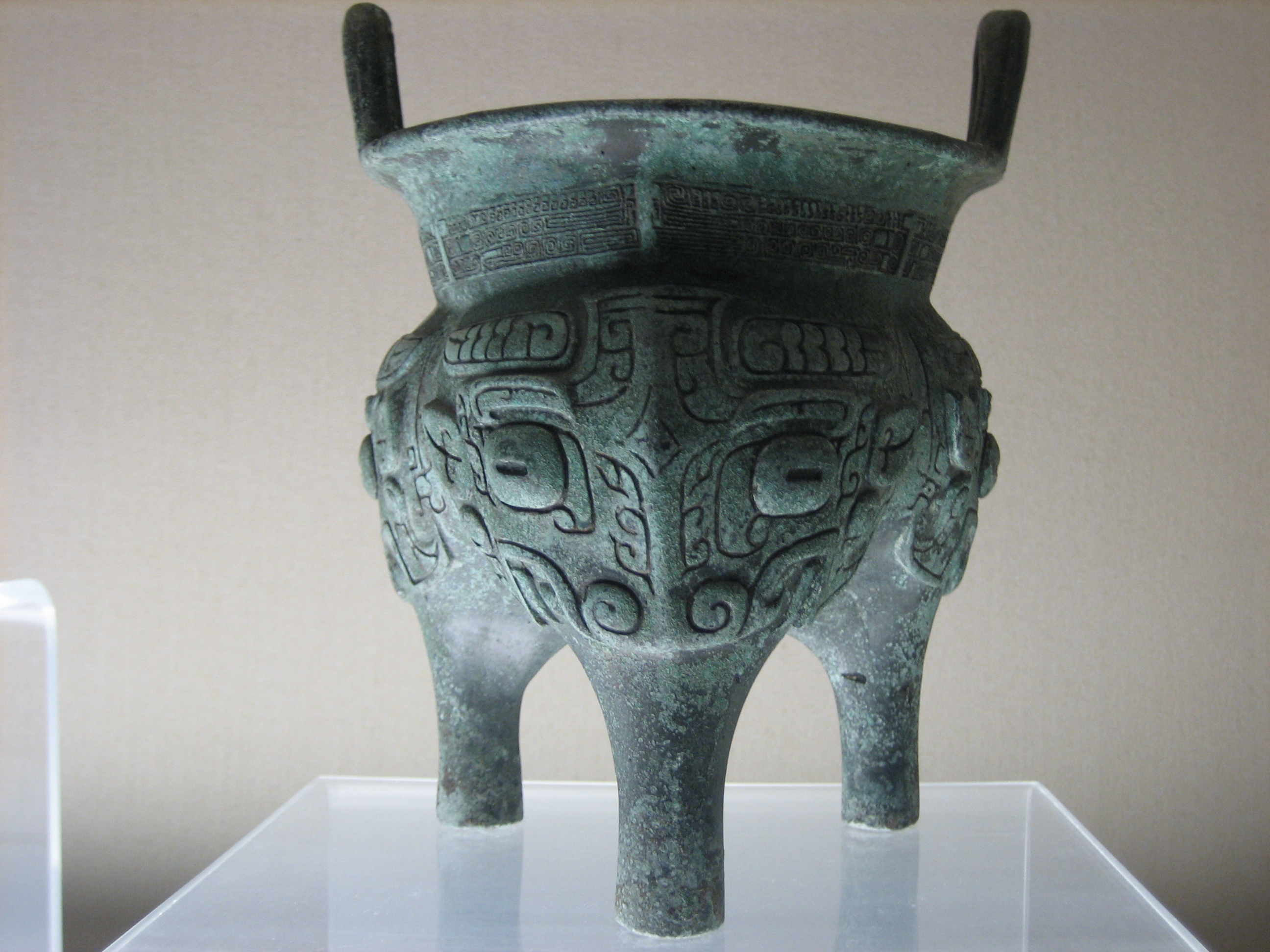
A háromlábú rituális bronzüst (ting (ding) 鼎) díszítőmotívumaként megjelenített tao-tie (taotie) (饕餮)

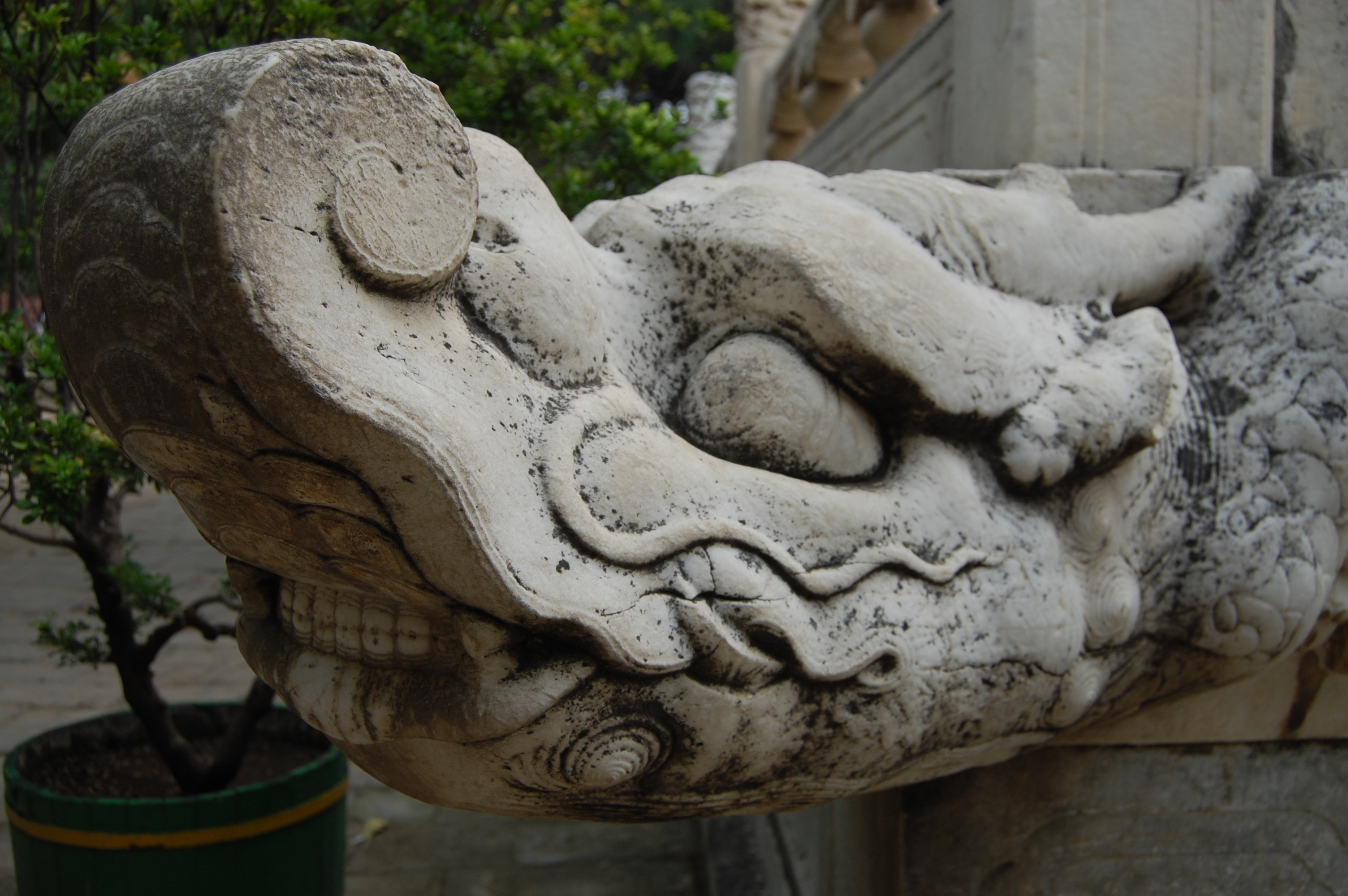
Cse-ven (Chiwen) faragás Pekingben

A két, a korábbi listában nem szereplő sárkányfiról, Jang Seng (Yang Sheng) azt írta: „A tao-tie (taotie) szeret enni és inni, a háromlábú bronzüstök felületén jelenítették meg… A csiao-tu (jiaotu) olyan, mint egy osztriga, nem szereti, ha háborgatják, általában a kapukon a kopogtató karika tartójaként ábrázolják”.
Hszie Csao-csö (Xie Zhaozhe) (謝肇淛; 1567–1624) Vu ca cu (Wu za zu) (《五雜俎》; kb. 1592) című művében egy újabb változatát adja közre a sárkány kilenc fiainak, ám ő már csak a tulajdonságaikra koncentrál, a megjelenítési helyeiket és formáikat nem tárgyalja:
- pu-lao (pulao) (蒲牢) „szeret bömbölni”,
- csiu-niu (qiuniu) (囚牛) „szereti a zenét”,
- cse-ven (chiwen) (蚩吻) „szeret elnyelni”,
- csao-feng (chaofeng) (嘲风) „szereti a meredélyeket”,
- ja-ce (yazi) (睚眥) „szereti az öldöklést”,
- ? „szereti az irodalmat”,
- pi-an (bi'an) (狴犴) „szereti a perlekedést”,
- szuan-ni (suanni) (狻猊) „szeret üldögélni”,
- pa-hszia (baxia) (霸下) „szeret cipekedni”.

Ezt követően a Po-vu-cse (Bowuzhi) (《博物誌》) című műre hivatkozva további tíz sárkányfit ismertet:
- hszien-csang (xianzhang) (憲章) „szereti a tömlöcöket”,
- tao-tie (taotie) (饕餮) „szereti a vizet”,
- hszi-ji (xiyi) (蟋蜴) „szereti a nyers húst”,
- ?-man-?-csüan (?-man-?-quan) (?蠻?全) „szereti a szelet és az esőt”,
- cse-hu (chihu) (螭虎) szereti a díszítményeket,
- csin-ni (jinni) (金猊) „szereti a füstöt”,
- csiao-tu (jiaotu) (椒圖) „szereti a zárt nyílásokat”,
- ?-tao-?-tuo (?-dao-?-duo) (?刀?多) „szereti a veszélyt”,
- ao-jü (aoyu) (鰲魚) „szereti a tüzet”,
- csin-vu (jinwu) (金吾) „sohasem alszik”.

### Sárkánykirály

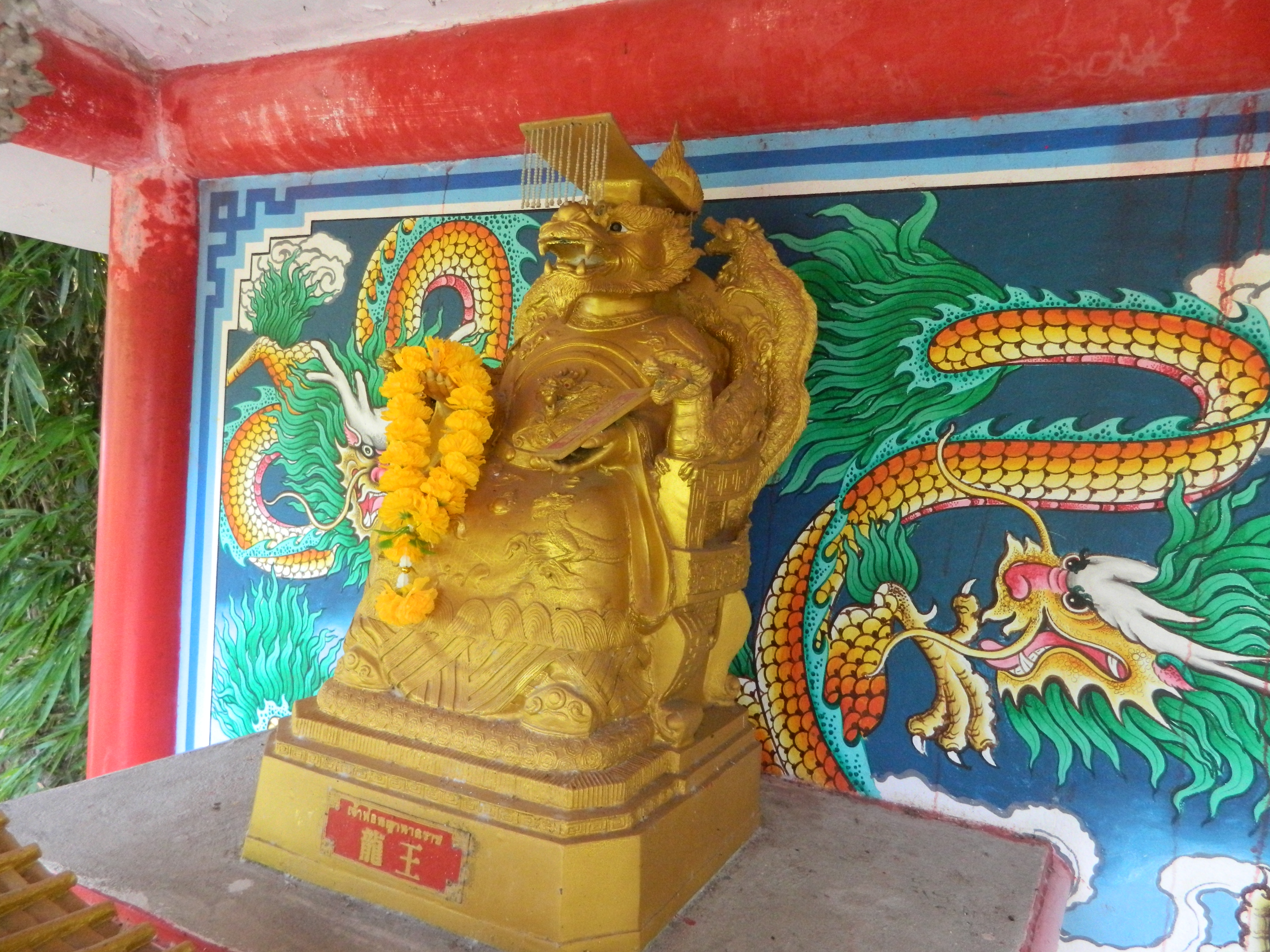
A sárkánykirály szobra egy, a tiszteletére emelt templomban

A sárkánykirály (lung-vang (longwang) 龍王) képzete a feltehetően a buddhizmus hatására valamikor az i. sz. első századokban alakulhatott ki Kínában, ugyanis a buddhista szutrák kínai nyelvre történő fordításakor a Nágarádzsa („kígyókirály”) szót lung-vang (longwang)ként („sárkánykirály”) adták vissza. Kezdetben a sárkánykirályok számát is átvették a buddhista irodalomból, például a Lótusz-szutra (szanszkrit: Szaddharma pundaríka szutra; kínaiul: Miao-fa lien-hua csing (Miaofa lianhua jing) 《妙法蓮華經》) kínai fordításában még nyolc szerepel belőlük, majd később más művek tízet sorolnak fel. Igen gyorsan elterjedt azonban a sárkánykirályokkal kapcsolatos taoista elképzelés is, amely a négy tengerhez (sze haj (si hai) 四海) társít egy-egy sárkánykirályt, azok uralkodóiként:
- Kuang-li (Guangli) (廣利) a Déli-tenger sárkánykirálya,
- Kuang-te (Guangde) (廣德) a Keleti-tenger sárkánykirálya,
- Kuang-cö (Guangze) (廣澤), más néven: Csung Li (Chong Li) (崇禮) az Északi-tenger sárkánykirálya,
- Kuang-sun (Guangshun) (廣順), más néven: Cseng Heng (Zheng Heng) (正恆) a Nyugati-tenger sárkánykirálya.

Később, az olyan 16–17. századi regényekben, mint például a Nyugati utazás vagy az Istenek birtokba helyezése (Feng-sen jen-ji (Fengshen yanyi) 《封神演義》) a négy sárkánykirály már más néven szerepel:
- Ao Kuang (Ao Guang) (敖廣), a Keleti-tenger sárkánykirálya,
- Ao Csin (Ao Qin) (敖欽), a Déli-tenger sárkánykirálya,
- Ao Zsun (Ao Run) (敖閏), a Nyugati-tenger sárkánykirálya,
- Ao Sun (Ao Shun) (敖順), az Északi-tenger sárkánykirálya.

A korai szövegek szerint a sárkánykirályok leginkább a rendkívüli termetükkel tűntek ki a többi sárkány közül, mivel a hosszuk egy kínai mérföld (li = 0,5 km) volt. A későbbi mesékben és a néphitben nem is feltétlenül nevezik néven őket, és azt tartják róluk, hogy az őselemek uralkodói, akik alá tartozik a mennydörgés, a villám, a szél és az eső istene.
A késői folklórhagyományban a sárkánykirályt általában öregember alakjában képzelték el, aki a víz alatti kristálypalotájában (lung-kung (longgong) 龍宮) lakik, ahol tengeri állatokból verbuvált saját hadsereggel is rendelkezik. Az ábrázoló művészetekben gyakorta jelenik meg a botját markoló öregemberként, a botja díszgombja pedig sárkányfejet formáz. A mesékben, népszerű történetekben gyakorta esik szó a sárkánykirály lányairól, fiairól. Az ilyen történetek legjellemzőbb szüzséje, hogy az sárkánykirály gyermeke az emberek között valamilyen bajba kerül, majd az ifjú megmentője, meghívást kap a sárkánykirály palotájába, ahol bőkezűen megjutalmazzák, vagy valamilyen varázserejű tárgyat kap ajándékba.
A sárkánykirályok kultusza hosszú évszázadokon át igen népszerű volt Kína-szerte. Szinte minden városban, településen állítottak nekik templomot a folyók, a patakok partján vagy a gázlók menten, esetleg a kutaknál. Aszály idején kivitték a sárkánykirály szobrát a templomból és a tűző napra helyezték, áradáskor pedig végigvitték az árvíz sújtotta vidéken, hogy saját szemével lássa, mekkora a kár, abban a reményben, hogy felébred a lelkiismerete, és intézkedni fog. Ha ez sem segített, előfordult, hogy a sárkánykirály szobrát „vízbe fojtották”. A kínai császárok közül többen is hivatalos címeket, rangokat adományoztak a sárkánykirályoknak, és arra is volt példa, hogy valami vétkük vagy mulasztásuk miatt megfosztották rangjuktól, és távoli vidékekre száműzték őket.

## Szerepe, legendái

### Ókori legendák, mítoszok
A sárkány kezdetben valószínűsíthetően több ősi törzs totemállata lehetett, ami világszerte ritka kivételnek számít, hiszen a totem a leggyakrabban valamilyen valóságos állat. A korai totem szerepét látszanak megerősíteni azok az – olykor későbbi írásos formában is megőrződött – legendák, mítoszok, amelyek például sárkányhúsevésről, a háziállatokéhoz hasonló sárkánytartásról és sárkányetetésről szólnak, mindezek mellett több mitikus ős, uralkodó asszonyoknak a sárkánnyal való kapcsolatából született.

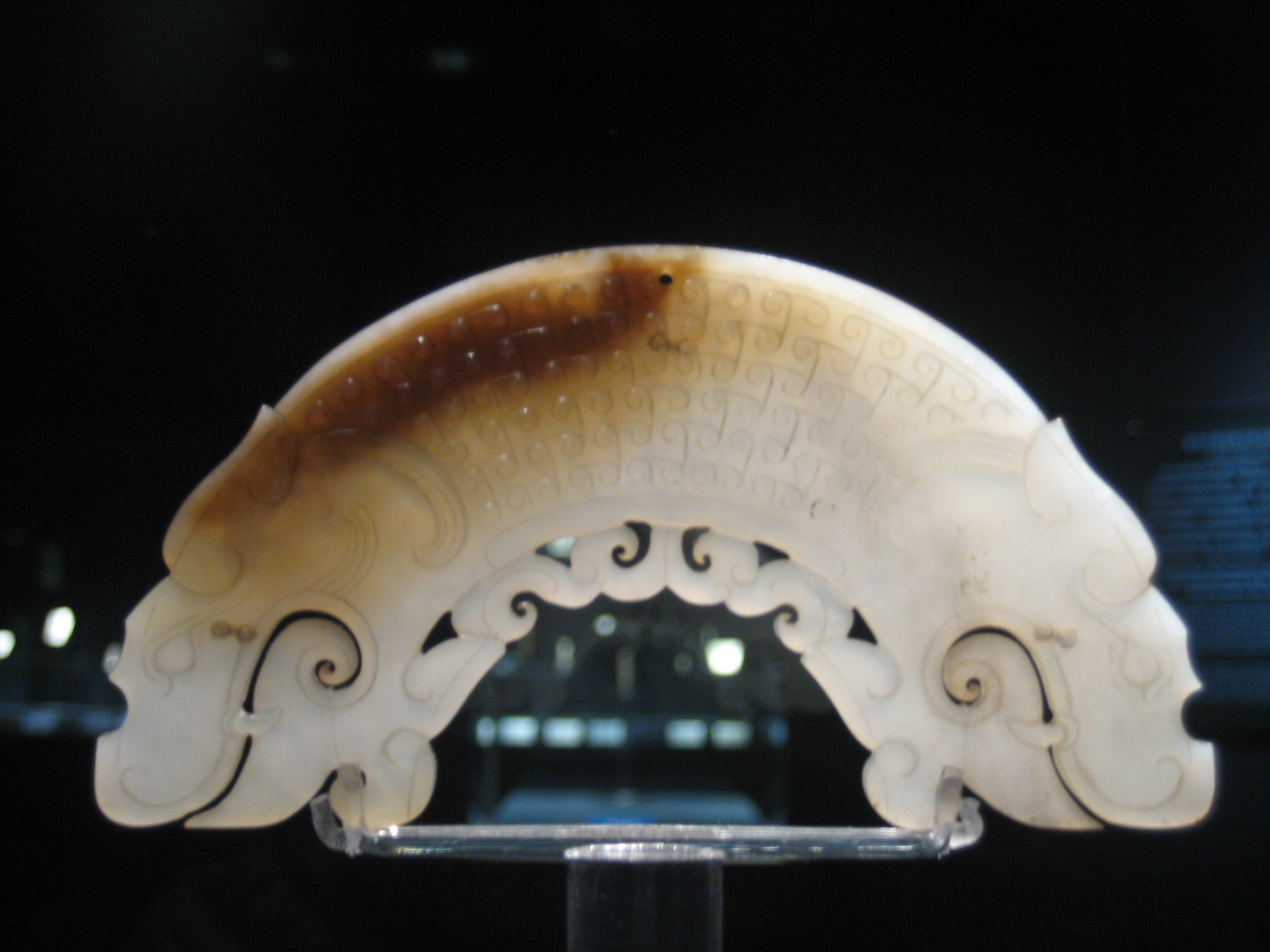
A kétfejű sárkányt, vagyis a szivárványt formázó jádefaragvány a Hadakozó fejedelemségek korából

Egy legenda szerint Fu-hszi (Fuxi) úgy jutott a kínai jóslásban nagy jelentőségű nyolc trigramhoz, a pa-kua (bagua)hoz, hogy a Lo (Luo)-folyóból egy isteni sárkány-ló (lung-ma (longma) 龍馬) a hátán hozta el neki. Kou-mang (Goumang) (勾芒), aki bizonyos legendák szerint Fu-hszi (Fuxi) segítőtársa volt, két sárkányon nyargalt. Sen-nung (Shennong) úgy fogant meg, hogy az anyja megpillantott egy csodálatos isteni sárkányt (sen-lung (shenlong) 神龍). Amikor Jao (Yao) anyja egy folyó forrásánál sétált, a folyóból kiemelkedő vörös sárkányra (cse lung (chi long) 赤龍) lett figyelmes. A sárkány hátán egy vörös öltözéket viselő férfi képmása volt látható, akinek ragyogó szépségű arca, hosszú bajsza és nyolcszínű szemöldöke volt. Ekkor hirtelen sötét vihar kerekedett, az asszony pedig egyesült a sárkánnyal. A legenda szerint ebből a nászból született Jao (Yao), aki a sárkány hátán látott szépséges férfiú képmására hasonlított. Sun (Shun) és Csuan-hszü (Zhuanxu) úgy fogantak, hogy az anyjuk egy-egy szivárványt pillantott meg. Az ősi kínai kozmogóniai képzetek szerint a szivárvány nem más, mit egy mindkét végén fejjel rendelkező sárkány, így ezek a kultúrhéroszok is kapcsolatba hozhatók a sárkánytól való származás elméletével. Egyes legendák szerint a Sárga Császár egy sárkány segítségével vett győzelmet az ellene fellázadó szörny, Cse Ju (Chi You) felett, majd a taoista legenda szerint élete végén egy sárkány hátán emelkedett az égbe, és vált halhatatlan isteni lénnyé. Az árvizek szabályozásának munkájával kudarcot vallott Kun (Gun) egy legendaváltozat szerint halála után sárga sárkánnyá (huang-lung (huanglong) 黃龍) változott, fiának, Nagy Jü (Yu)nek, aki a teteméből bújt elő, kétszarvú sárkány formája volt, s úgy tudta befejezni apja munkáját, a vizek szabályozását, hogy egy jing (ying)-sárkány (jing-lung (yinglong) 應龍) (más változatok szerint egy sárga sárkány) a farkát a földön vonszolva jelölte ki neki a megásandó csatornák nyomvonalát. A Sárga-folyó szelleme, Ho-po (Hebo) (河伯), miután Ji (Yi), a mesteríjász végzett vele, a folyóba merült és egy fehér sárkánnyá (paj-lung (bailong) 白龍) változott. Hszi-ho (Xihe), a Napot kocsiján szállító fuvaros hintajába hat sárkány van befogva.
A még szintén legendásnak számító Hszia (Xia)-dinasztia 14. uralkodójával Kung Csia (Kong Jia)val, kapcsolatban maradt fenn egy igazán érdekes történet, amely szerint az Ég egy alkalommal két sárkányt küldött, egy hímet és egy nőstényt. Kung Csia (Kong Jia) azonban sehogyan sem tudta őket megetetni, mert elveszítette a Huan-lung (Huanlong) („Sárkányszelídítő”) nemzetség (Huang-lung si (Huanlong shi) 豢龍氏) támogatását. Tao-tang (Taotang) egyik leszármazottja, bizonyos Liu azonban ismerte a sárkányidomítás mesterségét, s ezért Kung Csia (Kong Jia) szolgálatába állt. Kung Csia (Kong Jia) a Jü-lung (Yulong) 御龍 („Sárkányhajcsár”) családnevet és birtokot adományozott neki. Amikor a nőstény sárkány kimúlt, Liu feltálalta azt az uralkodónak, majd a büntetéstől félve megszökött az udvarból.

### Kései mitológia, népi folklór

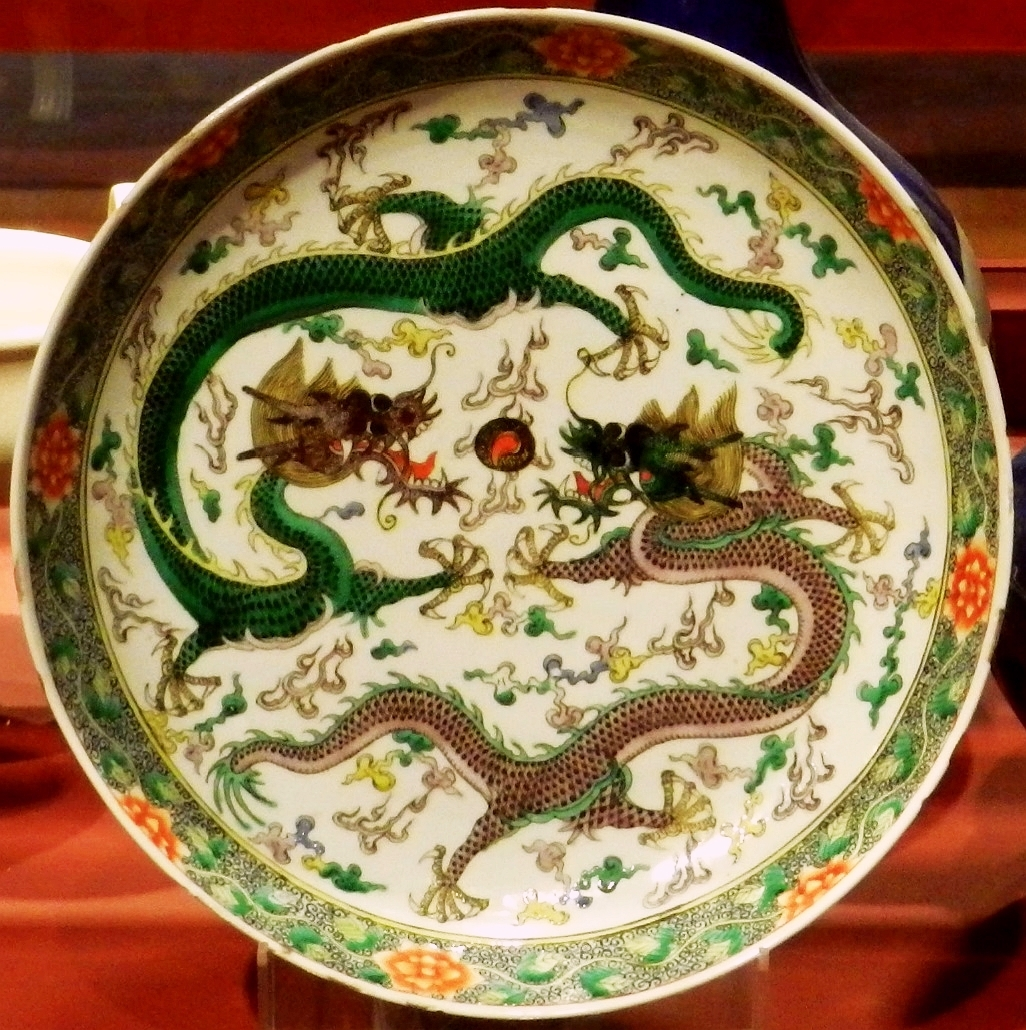
Sárkányokkal díszített porcelántányér a Csing (Qing)-dinasztia idejéből

A középkorban fokozatosan megkopott a sárkány totemisztikus jellege. Léteznek ugyan még olyan történetek, amikor a hős származása köthető a sárkányhoz, de a számuk egyre kevesebb. Ilyen például a kínai folklórban és kései mitológiában nagy jelentőséggel bíró Kuan Jü (Guan Yu) (關羽), a háború és a gazdagság istene úgy született, hogy amikor a Jáde császár kivégeztetett egy sárkányt, annak vérét egy buddhista barát fogta fel a csészéjében, és ebből született a hős. Más változatok szerint Kuan Jü (Guan Yu) születése előtt a szülei háza fölött egy sárkány röpködött, amely a különleges gyermek világra jöttének jele volt.
A sárkányt úgy képzelték el, mint a fényes, égi princípium, a jang (yang) megtestesülését, és elvesztette a kapcsolatát a sötét, földi princípiummal, a jin (yin)nel. Egyes legendákban, anekdotákban még fellelhető a sárkány földdel való ősi kapcsolatának maradványa. Olykor például a sárkány a föld alatt lakik, kutakban él, ahol kincseket őriz, ismeri a földi erek útvonalát, segít a hősnek, hogy kijusson a föld alól, és esetenként a föld alatt alussza téli álmát, ősszel visszatér a tengerbe, majd nyáron felemelkedik az égbe.
Szerepe egyre inkább szimbolikussá és meseszerűvé vált. Mint jang (yang) erő, az égi princípium jelképét, igen gyakran szárnyas lényként ábrázolták, aki uralkodik a felhőkön, az esőn, a fellegeken lebeg, vagy a vizek hullámain úszik. Alakját olykor lángnyelvek veszik körbe. A középkorra egyértelműen a földművelés számára oly fontos esőhöz, és ezzel együtt a víz elemhez kapcsolódik az alakja.
A sárkány a kínai mitológiában általában jóságos lény, megjelenése szerencsés jegynek számít. Ennek ellenére még a középkorban is születtek olyan anekdoták, amelyekben egy-egy sárkányt gonosz bűneik vétkeik miatt azzal büntettek, hogy nem térhetett vissza többet az égbe, és a földön kellett sínylődnie az idők végezetéig.

## Szimbólumként

Sárkánymintás császári köpenyt viselő Csien-lung (Qianlong) császár portréja

Az ókor végétől, a kora középkortól kezdve a sárkány szimbolikus szerepe egyre inkább felértékelődött. Elsősorban a víz elemhez kötődő természetfeletti lényként képzelték el, aki képes szabályozni az esőt és a vizek áradását. Már az egyik legősibb kínai könyvben, a Változások könyvében is az olvasható, hogy a sárkány szerencsés előjel. Például: „A mezőn megjelenő sárkány. Kívánatos látni a nagy embert.” Vagy: „Égen szálló sárkány. Kívánatos látni a nagy embert.” Nem csupán a jó szerencse, a termékenység, a gazdagság szimbólumává vált, hanem a mindenkori uralkodó, a császár személyes jelképe lett, sőt mind a mai napig magát Kínát, a kínaiakat és a kínai kultúrát is szimbolizálja.

### Az uralkodó jelképe
A Csou (Zhou)-dinasztia idején az ötkarmú sárkány jelképezte az uralkodót, a négykarmú sárkány az arisztokráciát, míg a háromkarmú sárkány a minisztereket, főhivatalnokokat. Csin (Qin)-dinasztia az ötkarmú sárkány a császár szimbólumának számított, míg a négy- és a háromkarmú sárkányok a köznépet jelképezték.
Alighanem az ókorban még tetten érhető azon totemisztikus elképzelések, miszerint a legendás uralkodók sárkányoktól származnak, vagy származásuk sárkányok megjelenéséhez kapcsolható, játszottak közre abban, hogy a középkorban a sárkány, mint az erő, a hatalom, a termékenység megtestesülésének természetfeletti erővel rendelkező lénye a mindenkori uralkodó jelképévé vált. A középkorban a császárra gyakorta hivatkoztak az „igazi sárkány, az ég fia” (csen-lung tien-ce (zhenlong tianzi) 真龍天子) titulussal. A császárhoz köthető használati tárgyakat, fogalmakat stb. is gyakorta látták el a „sárkány” jelzővel. Ilyenek voltak például:

A mandzsu Csing (Qing)-dinasztia hivatalos lobogója, amely 1912-ig volt használatban

- „sárkányágy” (lung-csuang (longchuang) 龍床) – a császár fekhelye,
- „sárkányorca” (lung-jen (longyan) .龍顏) – a császár arca,
- „sárkányköpeny” (lung-pao (longbao) 龍袍) – a császár köpenye,
- „sárkányhintó” (lung-jü (longyu) 龍馭) – a császár hintója.

A sárkány motívumként először a Tang-dinasztia idején jelent meg a császári köpeny hivatalos és kizárólagos díszeként. Ekkor is és ezt követően is élt az a gyakorlat, hogy az ötkarmú sárkány (lung (long) 龍) ábráját csak a császár és a császári családhoz tartozó személyek (a császár gyermekei, feleségei) viselhették, míg a négykarmú sárkány (mang-lung (manglong) 蟒龍) viselése az udvarhoz tartozó magasabb rangú személyek kiváltsága volt.

### Kína nemzeti jelképe

A Kínai Köztársaság címere 1913-tól 1928-ig

A sárkány motívumként az ókorban már megjelent például harci lobogókon, de a dinasztiát, a birodalmat jelképező „címerállatként” csak a mandzsu Csing (Qing)-dinasztia idején bukkant fel. 1912-ig a sárga alapon, vörös gyönggyel ábrázolt azúrsárkány csing-lung (qinglong) (青龍) – amely hagyományosan a keleti égtájat jelképezte – volt a birodalom hivatalos zászlaja, amelyet „sárga sárkányos lobogó”-nak (huang lung csi (huang long qi) 黃龍旗) neveztek. A császárság bukását követően az azúrsárkány alakja továbbra is megmaradt a hivatalos nemzeti jelképek sorában, 1913-tól 1928-ig a Kínai Köztársaság hivatalos címerében szerepelt a zöld főnixszel együtt, a címer pedig esetenként megjelenhetett az ötsávos nemzeti lobogó jobb felső sarkában is.
Nyugaton elterjedt, hogy a sárkány Kína jelképe, és ezt egyaránt vonatkoztatják a Kínai Népköztársaságra, éppen úgy, mint Tajvanra. A nyugati kulturális hatás térnyerése miatt, amelyben a sárkány harcias, gonosz, ellenséges lényként jelenik meg, a kínai kormányok igyekeznek elkerülni a sárkány nemzeti jelképként történő használatát.
A kínaiak olykor a „sárkány leszármazottaiként” (lung te csuan-zsen (long de zhuanren) 龍的傳人) hivatkoznak magukra. Ez a gyakorlat leginkább az 1970-es évektől kezdett elterjedni, amikor is Ázsia népei állatszimbólumokkal azonosították magukat, például a mongolok a farkassal, a tibetiek pedig a majommal.
A kínaiak manapság a több ezer éves történelmi és kulturális örökségük jelképeként tekintenek a sárkányra, amelyet előszeretettel használnak díszítő motívumként. A sárkány alakjának kifigurázása, gúnyolása tabunak számít.

### Kapcsolata a kilences számmal
A kilences szám, amely a kínai hagyományos világkép szerint páratlan, és ezért a férfias jang (yang) princípiumhoz kapcsolódik, erősen kötődik a sárkány alakjához is. A sárkányról már Vang Fu (Wang Fu) leírta, hogy kilenc ismertetőjeggyel, az úgy nevezett „kilenc hasonló”-val (csiu sze (jiu si) 九似), valamint, hogy 9×9, azaz összesen 81 pikkely (lin 鱗) található a hátán, „ahogyan az a jang (yang)hoz illik”. Igen jelentősek a „sárkány kilenc fiáról” (lung seng csiu ce (long sheng jui zi) 龍生九子) vallott elképzelések is. A kilences számot ezen kívül elsősorban a mindenkori uralkodóhoz, a császárhoz kapcsolódott, ezért természetes volt, hogy a sárkányok esetében is megjelenjen ez a szám. Csak a császár, illetve a legmagasabb rangú hivatalnokai viselhettek kilenc sárkány mintájával díszített köpenyt.
Pekingben, a Tiltott Városban található a színes, mázas csempékkel kirakott ellenzőfal, a „Kilenc sárkány fala” (Csiu-lung-pi (Jiulongbi) 九龍壁), amelyen a császári hatalmat jelképező kilenc sárkány artisztikusan megjelenített alakja látható. Ilyen falat még több helyen emeltek a történelem során, például a Pejhaj (Beihai)-parkban, de 2003-ban a chicagói Chinatownban is elkészítették a Pejhaj (Beihai)-parkban látható fal kicsinyített változatát.
Kaulung (Csiulung (Jiulong) 九龍), vagyis a „Kilenc sárkány” Hongkong egyik városrésze az azonos nevű félszigeten. A hagyományos magyarázat szerint nevét onnan kapta, hogy a kilenc sárkány jelképezi Kína nyolc hegycsúcsát és magát a császárt.

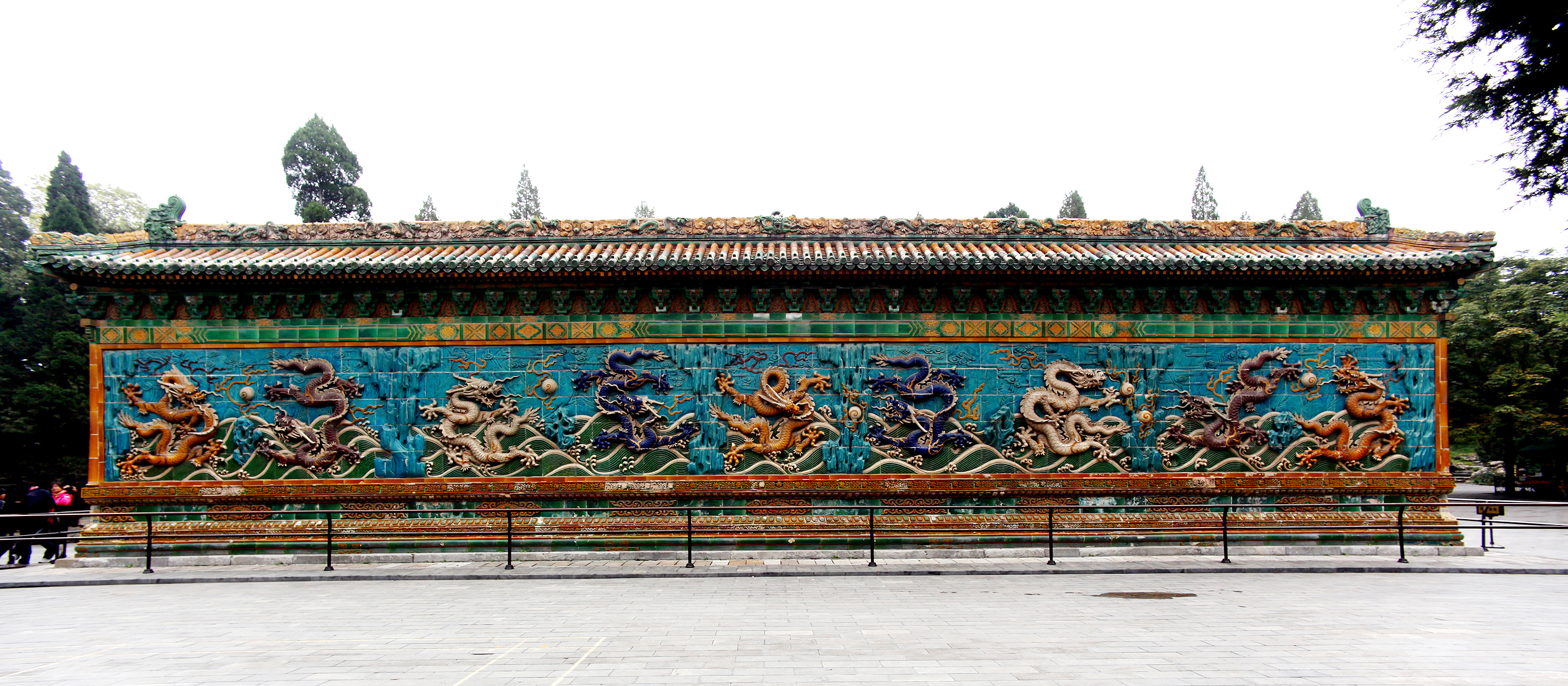
A „Kilenc sárkány fala” a Pejhaj (Beihai)-parkban

## Kulturális hatása

### Írásjegyekben
A Suo-ven csie-ce (Shuowen jiezi) szerint a lung (long) 龍 írásjegy maga is egy fono-szemantikai összetétel, vagyis tartalmaz egy kiejtésre utaló írásjegyelemet (bal oldalon) és egy szemantikai gyököt vagy radikálist (jobb oldalon), ami ebben az esetben a 'sárkány' jelentésű piktogram, képjel módosult rajza. A klasszikus formájában összesen 16 vonásból álló írásjegy azonban olyan népszerűvé vált a történelem során, hogy azt is további írásjegyek szemantikai és fonetikai radikálásaként használták és használják mind a mai napig.
A kínai írásjegyek tipologizálásának alapjait lefektető és azok szótárban történő kereshetőségéhez nélkülözhetetlen fogalomkulcsokat, szemantikai gyököket felismerő Hszü Shen (Xu Shen) (許慎), művében, a Suo-ven csie-ce (Shuowen jiezi)ben összesen 540 fogalomkulcsot (pu-sou (bushou) 部首) különböztet meg, melyek között már szerepel a lung (long) írásjegy is. Tizenhat évszázaddal később, az 1716-ban kiadott, a Kang-hszi (Kangxi) (康熙) császár által összeállíttatott szótár, a Kang-hszi ce-tien (Kangxi zidian) (《康熙字典》) már csak összesen 214 darab fogalmi kulcsot vagy radikálist tartalmaz, amelyek a vonások száma szerint növekvő sorba rendezettek. Ezek között a lung (long) a 212., vagyis nála csak két bonyolultabb radikális létezik.

A négy 'sárkány' lung (long) írásjegy összevonásával alkotott csö (zhe) írásjegy, melynek jelentése: 'szószátyár'. 'bőbeszédű', s amely összesen 64 vonásból áll

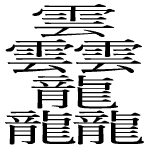
taito (taito) – 'repülő sárkány', amelyet 3 darab, egyenként 12 vonásból álló jün (yun) 雲 'felhő' jelentésű + 3 darab, egyenként 16 vonásból álló lung (long) 龍 'sárkány' jelentésű írásjegyből állítottak össze, s amely összesen 84 vonás. Minden idők legösszetettebb kínai írásjegye, melyet Japánban alakítottak ki.

Az alábbiakban, a teljesség igénye nélkül néhány példa látható arra, amikor a lung (long) írásjegy szemantika gyökként, radikálisként szerepel a különböző írásjegyekben, illetve amikor csak a hangzása révén utal egy-egy írásjegy kiejtésére, de az adott írásjegy jelentésében semmilyen szerepet nem játszik annak 'sárkány jelentése':
Szemantikai radikálisként:
- 龎 pang (páng) = rendezetlen, óriás, hatalmas,
- 龑 (vagy 𪚔) jen (yǎn) = magasságos és fényes, bölcs, kiemelkedő, személynév,
- 䶬 (vagy 𪚜, 𪚟) csien (jiān) = a sárkány hátán lévő kemény, csontos kinövések, uszonyok,
- 龕 (vagy 𪚕, 𪚞) kan (kān) vagy ko (kè) = oltárfülke, szentély,
- 𪚝 lung (lóng) = jádéből készített sárkánydísz,
- 龖 ta (tà) = a sárkány repülése,
- 龗 (vagy 𪚙) ling (líng) = természetfeletti, isteni,
- 龘 ta (tà) = a sárkány járásának hangutánzó szava,
- 𪚥 csö (zhé) = bőbeszédű, szószátyár,
- 𪚑 lung (lóng) = rejtőzködő sárkány.

Fonetikai elemként:
- 儱 lung (lóng) = vad, durva, barbár,
- 壟 (vagy 壠) lung (lǒng) = sír, sírhalom,
- 巄 (vagy 巃) lung (lóng) = fennkölt, gőgös,
- 徿 lung (lǒng) = egyenes járás,
- 攏 lung (lǒng) = összegyűjt,
- 曨 lung (lóng) = homályos, szürkület,
- 瀧 lung (lóng) = nedves, nyirkos,
- 嚨 lung (lóng) = torok,
- 朧 lung (lóng) = a Hold megjelenése,
- 櫳 lung (lóng) = ketrec,
- 爖 lung (lóng) = tűz,
- 籠 (vagy 𪚖, 𪚗 ) lung (lóng) = kalitka, kalitkaszerű kosár,
- 𪚘 lung (lóng) = vörös,
- 龒 lung (lóng) = sárkány,
- 龓 lung (lóng) = kötőfék,
- 龔 kung (gōng) = ajándékoz, felajánl,
- 𪚠 lung (lóng) = sámán, varázsló,
- 𪚓 lung (lóng) = egy vadállat neve.

### Helynevekben, személynevekben

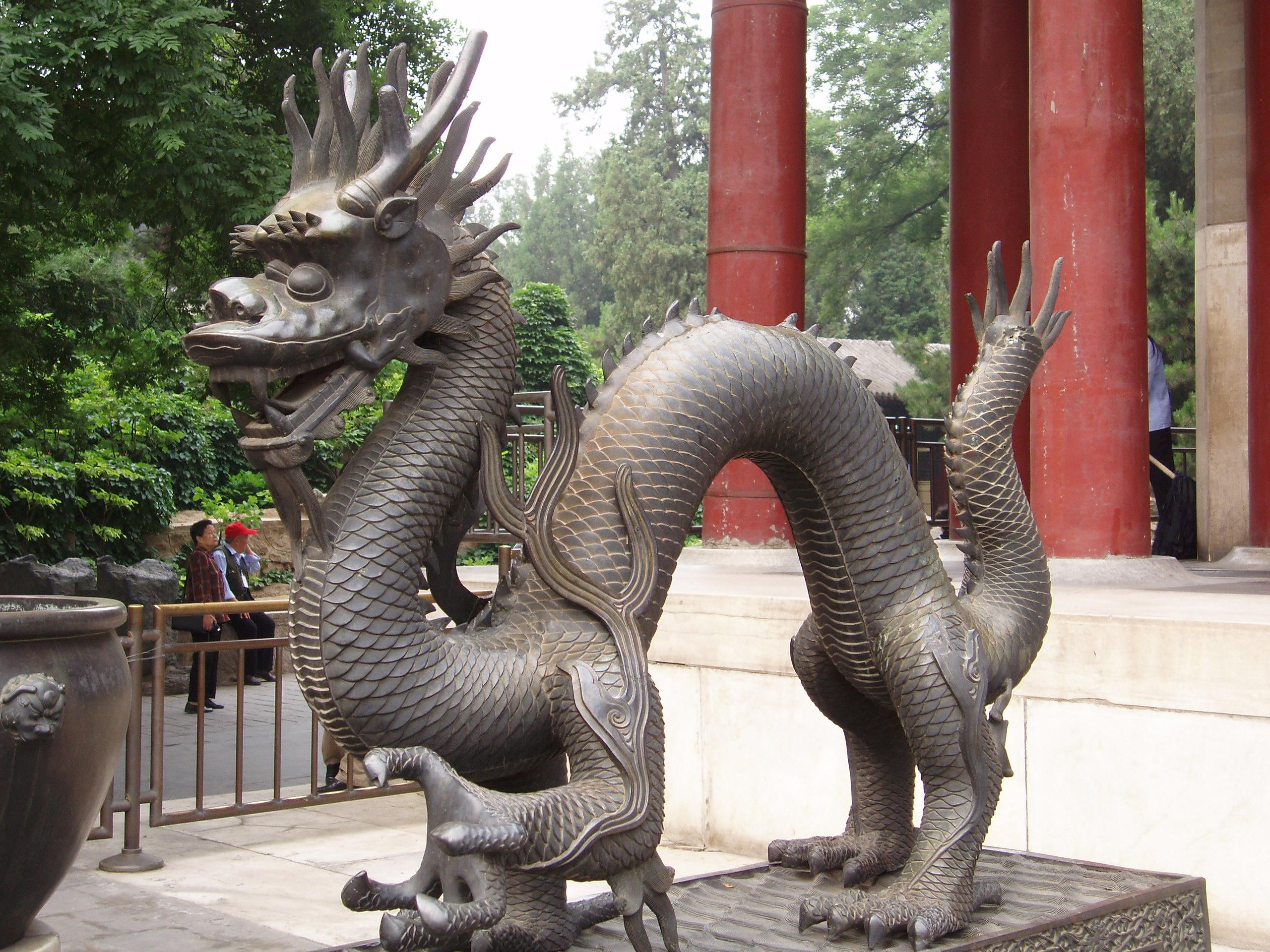
Sárkány szobor a pekingi Nyári Palotában

Már a Sang (Shang)-kori jóslócsontokon megőrződött feliratok szövegében is szerepel a lung (long) írásjegy helynévként és személynévként is. A kínai történelem során mindvégig előszeretettel használták helynevek vagy olyan természeti képződmények elnevezéseiben, mint például a hegyek, vízesések, források, folyók, tavak, patakok, völgyek, szurdokok stb.
Az egyik leghíresebb kínai teafajta, Longjing tea („Sárkány-kút”; Lung-csing-csa (Longjingcha) 龍井茶) szintén egy régi helynevet őriz a nevében, és Kína északkeleti tartományának, Hejlungcsiang (Hēilóngjiāng)nak (黑龍江) a jelentése: „Fekete sárkány folyó”.
A korai történetírások szerint a Lung (Long) egyike volt a számos nemzetségnek (hszing-si (xingshi) 姓氏), akikről már a legendás Sárga Császár uralkodásának idejéből is említést tesznek. Az egykori nemzetségnév később családnévként (hszing-ming (xingming) 姓名) élt tovább. Az egyik legismertebb Lung (Long) családnevet viselő személy Lung Jün (Long Yun) (龍雲) hadúr (1884–1962) volt, aki a 20. század első felében játszott jelentős szerepet Kína történelmében.
A Lung (Long) férfi utónévként mind a mai napig igen népszerű Kínában. A nyugaton is ismert és népszerű két színész-harcművész nevében is szerepel a „Sárkány” szó. Bruce Lee eredeti kínai művészneve Li Hsziao-lung (Lǐ Xiǎo-lóng) (李小龍, „kis sárkány”), Jackie Chan kínai művészneve pedig Cseng Lung (Chéng Lóng) (成龍, „Légy a sárkány!”).

### Szólásokban, közmondásokban

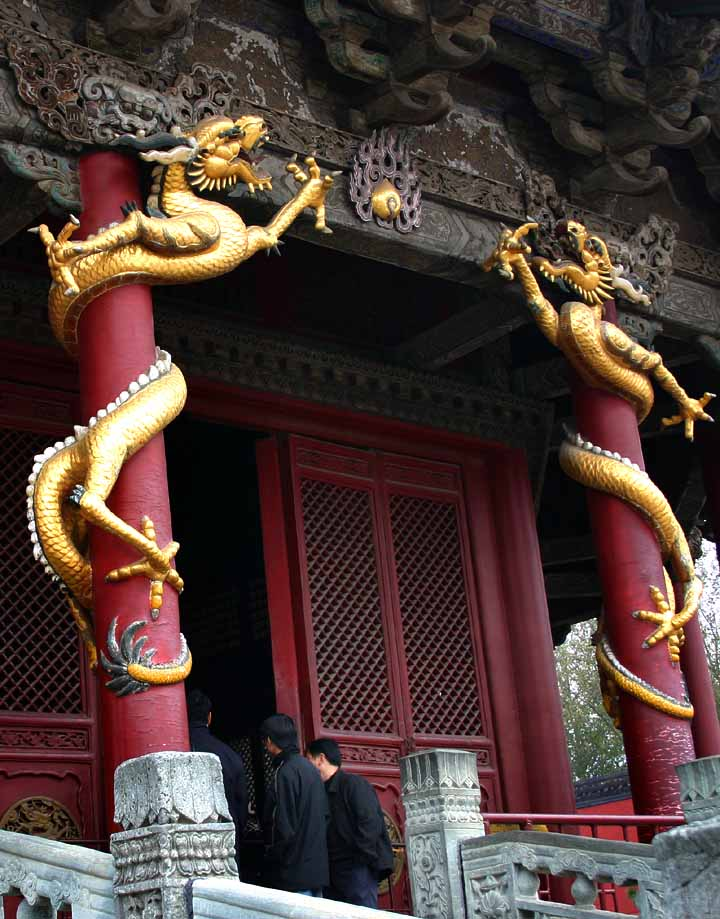
Sárkányfaragványos oszlopokkal díszített templombejárat

A kínai szólásokban és közmondásokban is gyakorta felbukkan a sárkány. Ezek a mondások gyakorta egy-egy klasszikus műből származó idézetek, s olykor nem is pontosan érthetők az eredeti kontextus ismerete nélkül.
- „A sárkány nem hagyja el a tengert, a tigris a hegyeket.”[85]
- „A kígyó üregébe a sárkány se megy.”[86]
- „A sárkányok harcáért a halak fizetnek.”[87]
- „Sok sárkány egy tóban nem fér meg. Sok tyúk egy ólba nem rak tojást.”[88]
- „Sok a sárkány, itt a szárazság.”[89]
- „Az Ég összedől, a sárkányok mennydörögnek.”[90]
- „Sárkánylakból tigrisbarlangba.”[91]
- „A sárkány sárkányt, a főnix főnixet fial.”[92]
- „A sárkányok közt fel sem tűnnek a halak.”[93]
- „Már megrajzolta a szemét a sárkánynak.”[94]

### Az irodalomban

#### A történeti irodalomban
A sárkány alakja nem csupán a fikciós irodalomban, a fantasztikus, mitológiai tárgyú elbeszélésekben, mesékben vagy regényekben fordul elő, de gyakorta találkozni velük a hivatalos, dinasztikus történeti művekben is. A legendás korok uralkodóinak élettörténeteiben, ha azok a legendák szerint kapcsolatban voltak sárkánnyal, sárkányokkal, mintegy természetes, hogy a hivatalos krónikásnak is kötelessége volt arról beszámolni. Már az első nagy történetíró, Sze-ma Csien (Sima Qian) is több helyen említi a legendás uralkodók „sárkányos történeteit” művében, A történetíró feljegyzéseiben. Pan Ku (Pan Gu) (班固; i. sz. 32–92.), akinek a nevéhez a második történeti mű, a Han-dinasztia krónikájának, a Han su (Han shu) összeállítása fűződik, némiképp módosított a Sze-ma Csien (Sima Qian) által lefektetett alapokon, és a történeti művének tartalmát kiegészítette egy úgynevezett „Öt elem monográfiával” (Vu hszing cse (Wu xing zhi) 《五行志》), amelyben egy sajátos rendszerező elvet alkalmazva azokat a rendkívüli eseteket, eseményeket, katasztrófákat, anomáliákat gyűjtötte össze, amelyek a hagyományos kínai világnézet szerint előjelei a kormányzásban bekövetkezett hibáknak, vagy valami nagyobb, az uralkodóra, a családjára vagy a birodalomra leselkedő veszélyre figyelmeztetnek. Az általa kidolgozott monográfiatípus a császárkori Kínában mindvégig helyet kapott a hivatalos történeti művekben. Pan Ku (Pan Gu) a sárkányokkal kapcsolatos rendkívüli eseményeket a „sárkány- és kígyóragály” (lung sö cse nie (long shi zhi nie) 龍蛇之孽) néven gyűjti össze, amelyben pikkelyes, csúszó-mászó állatokhoz kapcsolódó, a hétköznapitól eltérő, különleges eseteket ismerteti. Az egyik szakaszban például az olvasható, hogy Huj (Hui) császár (Huj-ti (Huidi) 惠帝) uralkodásának második évében (i. e. 209.) két sárkány bukkant fel egy közember portáján található kútban, amely a jelenség magyarázata szerint egy közelgő katonai vereség előjele volt.

#### Lexikonokban, enciklopédiákban
A történelem során összeállított tengernyi kínai enciklopédiát sokféle szempont szerint lehet csoportosítani. Nem csupán a politikai tudományok, a kormányzást segítő kézikönyvek tartoznak ide, hanem a korabeli tudásanyagot összegző, az irodalmi alkotások céljait szolgáló lexikonok is. A hagyományos kínai gondolkozásra jellemző a „kategóriák” keresése és azok rendszerbe foglalása. Az enciklopédiákat hagyományosan ezért is nevezik „osztályozókönyveknek” (lej-su (leishu) 類書). Az enciklopédiák összeállításának felvirágzása a Tang-korban kezdődött. Azt, hogy Kínában a sárkányt mennyire nem képzeletbeli lénynek tartották, jól példázza az is, hogy a történelem során rendre helyet kapott az ilyen monumentális gyűjteményekben. A Tang-dinasztia idején, 624-ben, a konfuciánus tudós és kalligráfus, Ou-jang Hszün (Ouyang Xun) (歐陽詢; 557–641) által összeállított Ji-ven lej-csiu (Yiwen leiju) (《藝文類聚》) című enciklopédiában a „pikkelypáncélos állatokat” (lin-csie (linjie) 鱗介) tárgyaló fejezet rögtön a sárkány bemutatásával kezdődik. A szerző itt összegzi a sárkányokról való addigi ismereteket, bőségesen hivatkozva és idézve korábbi művekből. A sárkány alakjának, a rá vonatkozó források összefoglalása szinte valamennyi kínai enciklopédiában megtalálható a későbbi korokban is.

#### A szépirodalomban
A sárkány alakja mindig is kedvelt témája volt a kínai írástudóknak. A sárkányokkal kapcsolatos anekdotákkal, mesékkel, történetekkel bizton lehetett számítani az olvasók elégedettségére, épp ezért alig létezik olyan anekdota- vagy elbeszélésgyűjtemény, amely darabjai között ne szerepelne a sárkány. A fikciós irodalomban, „sárkányos történetek”, a komplexitás, kidolgozottság és irodalmi érték szempontjából a buddhista hatásra megjelent sárkánykirály figurájával érték el a csúcspontjukat. Az addig leginkább meghökkentő, fantasztikus anekdotajellegű történetek mellett megjelent a sárkánykirály tökéletesen, részletgazdagon, színesen felépített alakja és világa. A késő népi szinkretikus mitológiai rendszerben a sárkánykirálynak, akárcsak a többi istenségnek, a Jáde Császárnak (Jü-ti (Yudi) 玉帝) volt az alárendeltje, akinek a palotájában olykor személyesen is tiszteletét tette. A sárkánykirály történeteiben gyakorta esik szó a fiairól, lányairól is. Ezek közül a talán a legismertebb, és magyarul is olvasható, a Tang-kori Li Csao-vej (Li Zhaowei) (李朝威; 766–820) A sárkánykirály lánya (Liu Ji csuan (Liu yi chuan) 《柳毅傳》) című elbeszélése.
A sárkánykirállyal kapcsolatos történetek közül is kiemelkedik a két legjelentősebb mitológiai témájú klasszikus kínai regény, a Nyugati utazás, valamint Az istenek birtokba helyezése (Feng sen jen ji (Feng shen yan yi) 《封神演義》). A két regényben szereplő, ide vonatkozó történet nem csak abban hasonlít, hogy mind a kettőben a Keleti-tenger sárkánykirálya, Ao Kuang (Ao Guang) szerepel, hanem, hogy a hősök, Szun Vu-kung (Sun Wugong) (孫悟空), a majomkirály, illetve No-csa (Nezha) (哪吒) renitens, tiszteletlen viselkedésével konfliktusba keveredik a sárkánykirállyal, aki ezért bepanaszolja őket a Jáde Császárnál. A sárkány, illetve a sárkánykirály, a kínai mitológiában betöltött tiszteletre méltó helyzetét és megbecsülését jól példázza, hogy a renitens hősök tette egyik esetben sem marad büntetlenül.
A Nyugati utazás 3. fejezetében Szun Vu-kung (Sun Wukong) hadsereggé szervezi a népét, gyakorlatoztatja őket, ő maga pedig ismét útra kel, hogy megfelelő fegyvert szerezzen magának. Ao Kuang (Ao Guang), a keleti sárkánykirály palotájába megy, ahol végül rátalál az Égi Folyót a helyére szegező vastuskóra, amit senki meg sem bír mozdítani. Szun Vu-kung (Sun Wukong) könnyedén kihúzta, és megfelelő méretű vasbottá zsugorította. Ekkor látta meg rajta a felírást, miszerint a neve: „Aranygombos, bűvös bunkó, kézre járó” (Zsu-ji csin-ku-pang (Ruyi jingubang) 如意金箍棒), amelynek a súlya tizenháromezer-ötszáz font. Miután a sárkánykirály többi testvérétől páncélruhát és sisakot is szerez, továbbáll. A sárkánykirályok azonban panaszt tesznek ellene a Jáde Császárnál.
Az istenek birtokba helyezése 12. fejezetében a csodálatos körülmények között világra jött No-csa (Nezha) a Keleti-tengerbe torkolló Kilenc Kanyar Folyónál játszik, és felkavarja annak vizét a „Hét láb hosszú Mennyet Fölkavaró Damasztjával” (Csi cse hun tien ling (Qi chi hun tian ling) 七尺混天綾). Ebbe beleremeg Ao Kuang (Ao Guang) víz alatti kristálypalotája. A sárkánykirály a harmadik fiát Ao Ping (Ao Bing)et (敖丙) küldi a felszínre, hogy lássa el a fiú baját. Azonban szóváltásba keverednek és egymásnak akaszkodnak:

„– Ó! Szóval te lennél Ao Kuang (Ao Guang) fia. Csak ne olyan gőgösen! Ha tovább bosszantasz, hát istenuccse kirángatlak, te iszaplakó vén csík, de még bőrödből is kiforgatlak!
– Te ostoba gazfickó! – ordította tajtékozva a herceg – Nem kell már sokat várnod.

Azzal alabárdját előreszegezve, újból No-csá (Nezhá)ra rontott.

No hiszen, No-csá (Nezhá)nak sem kellett több, előkapta a Mennyet Fölkavaró Damasztját, és felhajította az égbe, egyenest a sárkányfira. Egyszeriben ezernyi tűzgolyóbis jelent meg, mind a harmadik hercegre hullt, aki menten lefordult hátasa nyergéből. No-csa (Nezha) ekkor nekirontott, és a nyakára hágott, majd a magasba emelve a Világegyetem Karikáját, bezúzta vele a harmadik herceg koponyáját. A halott Ao Ping (Ao Bing) visszaváltozott eredeti formájába, és döglött sárkányként hevert No-csa (Nezha) lábai előtt.

– No, nézd már – csodálkozott No-csa (Nezha) –, hogy visszaváltozott igazi alakjába ez a kis mitugrálsz sárkányocska! Ha már így alakult, legalább kihúzom belőle az inakat, hogy édesapámnak legyen belőle sodronying.

Miután ezzel végzett, ott hagyta a döglött sárkányt, és indult egyenest haza…”

A sárkánykirály azonban ezért a tettéért bepanaszolja őt a Jáde Császárnál, aki kiszabja a fiú büntetését.

### Katonai jelképként, harcművészetekben

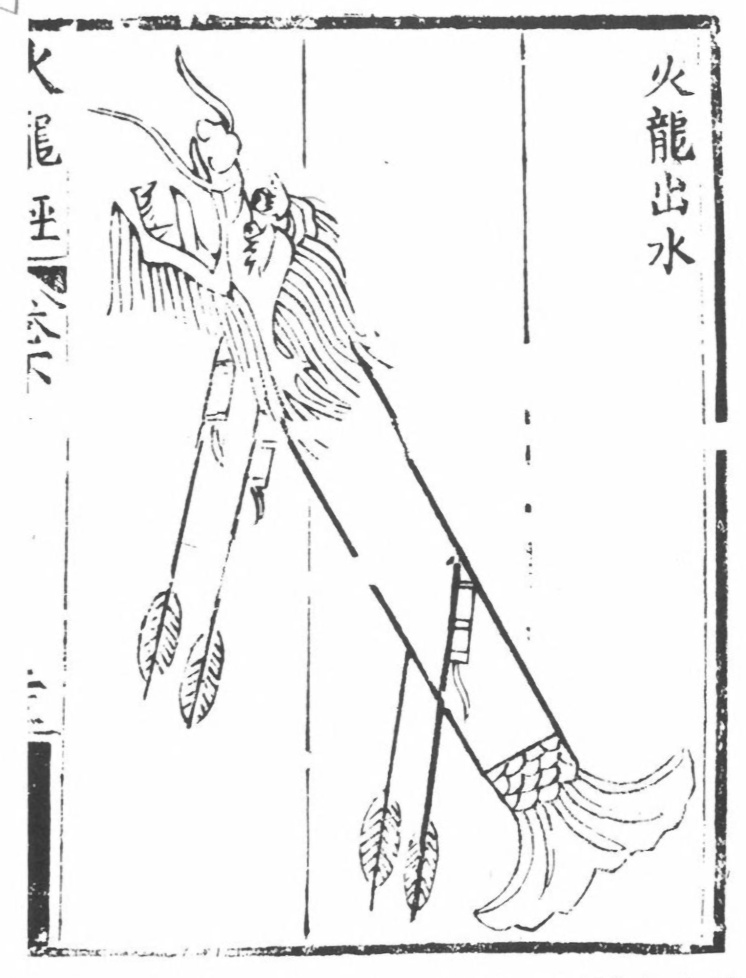
A „tűzsárkány kitör a vízből” (huo-lung csu-suj (huolong chu shui) 火龍出水) néven ismert kínai torpedó ábrája a Huo-lung sen-csi csen-fa (Huolong shenqi zhenfa) (《火龍神器陣法》; 1412) című műben

A sárkány Kínában általában korántsem olyan harcias bestia, mint nyugati társai, azonban, mint a jang (yang) princípium megtestesülését, hatalmi jelvényként, az erő demonstrációjára már az ókorban is használta a katonaság. Az egyik legrégebbi mű, a szertartási dalokat tartalmazó antológia, a Dalok könyve több versében is megemlékezik a felvonuló vagy csatába induló hadsereg „sárkányos lobogójáról” (lung-csi (longqi) 龍旂).
A sárkány megjelent az égtájakat szimbolizáló állatok sorában is. A kékeszöld vagy azúrsárkány a kelet szimbóluma volt, így az ő alakját ábrázoló zászlót rendszerint a hadsereg bal oldalán vitték.
A lőpor feltalálását és a lőfegyverek megjelenését követően, az i. sz. 9–11. századtól kezdve a sárkányt gyakorta oly módon kapcsolták egy-egy lőfegyverhez, hogy megjelenítették annak nevében. Liu Csi (Liu Ji) (劉基; 1311–1375) és Csiao Jü (Jiao Yu) (焦玉) a Ming-dinasztia idején, a 14. században állította össze a Tüzsárkány kézikönyvét (Huo-lung sen-csi csen-fa (Huolong shenqi zhenfa) 《火龍神器陣法》), amelyben az akkoriban ismert lő- és tűzfegyverek leírását és használati módját adták közre. A mű csak haláluk után, 1412-ben jelent meg. A könyvben szereplő egyik érdekes fegyver a torpedó legelső ismert változata, amelynek elejét a mellékelt illusztráció és a leírás szerint is sárkányfej formájúra alakították ki, a vége pedig sárkányfarkat mintáz, a „tűzsárkány kitör a vízből” (huo-lung csu-suj (huolong chu shui) 火龍出水) nevet viselte.
A kínai harcművészetek Saolin kung-fu (Shaolin gongfu) irányzatában ismert az úgy nevezett „öt állat stílus” (vu-hszing-csüan (wuxingquan) 五形拳). A sárkány stílust (lung-csüan (longquan) 龍拳) az erőteljes tigris stílus ellentétének tartják, amelyben sokkal jelentősebb szerepet kap a szellem művelése és a test könnyed mozgékonysága, amellyel a gyakorlók a fellegekben „úszó” sárkány eleganciáját kívánják imitálni. A stílus legfontosabb „fegyvere” a hüvelyk, a mutató és a középső ujjak kampószerűen begörbítésével létrehozott „sárkánykarom” (lung-csua (longzhua) 龍爪).

### Az asztrológiában

Az állatjegyként stilizált kínai sárkány

A jóslásnak, jövendőmondásnak nagy jelentőséget tulajdonító, ezoterikus taoizmus hatására kialakult hagyományos kínai asztrológiában 12 állatjegyet különböztetnek meg, melyek közül a sárkány az 5. A kínaiak az egyik legkedveltebb állatjegye, a sárkány évének szülötteit különösen szerencsésnek és sikeresnek tartják.
Különösen népszerű törekvésnek számított Kínában, hogy a párok 2000-re időzítsék gyermekük születését, de ez a gyakorlat valamennyi sárkány évében megfigyelhető, így 2012-ben is népszerű témát adott a sajtónak. 2000-ben mintegy 10%-kal nőtt a gyermekszülések és a házasságok száma a korábbi évekhez képest.
Pozitív tulajdonságaik közt a magabiztosságot, a büszkeséget, a szenvedélyességet, az önzetlenséget hangsúlyozzák, míg a negatív tulajdonságaik közé a tapintatlanságot, az arroganciát, a zsarnokoskodást, az erőszakosságot és az indulatosságot sorolják. A hagyományos kínai időszámításban a reggel 7-től 9 óráig terjedő kétórás időszakot nevezik a „sárkány órájának”.

### A képző- és díszítőművészetben

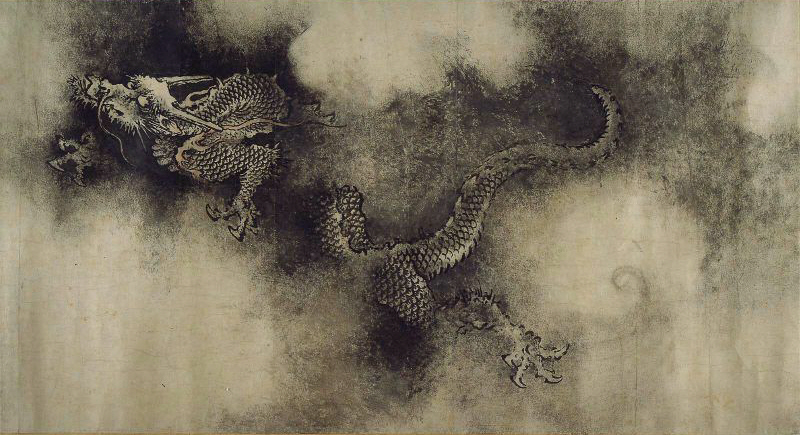
A Szung (Song)-kori Csen Zsung (Chen Rong) (陳容/陈容) A kilenc sárkány képe (Csiu lung tu (Jiu long tu) 九龍圖/九龙图) című tusfestményének részlete (1244)

A sárkány vagy sárkányszerű lény ábrázolása már a neolitkori kerámiákon is megjelent Kína területén. A Sang (Shang)-kori szertartási célokra használt bronzedényeken is rendszeresen feltűnik az alakja. Ekkortól kezdve, a kínai történelem során végig az egyik legkedveltebb motívuma a kínai képző- és díszítőművészetnek. Alakja természetesen korról-korra változik, alkalmazkodva az adott kor stílusbeli irányzataihoz.
A sárkány ábrázolásának első „kanonizálását” Vang Fu (Wang Fu) (kb. i. sz. 82–167) nevéhez köti a hagyomány, aki először beszélt a sárkány testének „három tagolásáról” és annak „kilenc ismertetőjegyéről”. Egy igen népszerű történet szerint az i. sz. 5–6. század fordulóján élt kimagasló tehetségű művész, Csang Seng-ju (Zhang Shengyou) (张僧繇) egy kolostor falára festett négy sárkányt. Amikor elkészült a tökéletes alkotással, a szemlélődők felfigyeltek rá, hogy az egyébként „élethű” sárkányoknak hiányzik a szembogara. Amikor ennek okáról kérdezték a művészt, Csang (Zhang) azt felelte, hogy amennyiben odafestené a szembogarakat is, a sárkányok életre kelnének.
A történelem során számos festőről állították, hogy félelmetes sárkányokat tudott festeni. Ilyen művész volt például az egyébként is legendás Vu Tao-ce (Wu Daozi) (吳道子; 680–760?). Azok közt azonban, akiktől több-kevesebb hiteles kép is maradt fenn, a legismertebb Csen Zsung (Chen Rong) (陳容/陈容; 13. sz.), akinek bravúros művét, A kilenc sárkány képe (Csiu lung tu (Jiu long tu) 九龍圖/九龙图) című tusfestményét a Bostoni Múzeum őrzi.
Mivel a középkorban egyértelműen az uralkodó, a császár jelképévé vált, ezért az uralkodói udvarban, a palotában, ahol és amilyen formában csak lehetett, előszeretettel jelenítették meg a sárkány alakját. Része volt a gazdagon hímzett köpenynek, a festett porcelánoknak a festett padlónak, a vésett falaknak, lépcsőknek és tetődíszeknek egyaránt. A sárkány jelképes jelentősége azonban túlnőtt a császáron, így a köznép körében is kedvelt motívummá vált, mint a jószerencse, a bőség stb. megtestesítője. Ábrázolása tehát igen népszerűvé vált a dekoratív művészetekben, a kőből, jádéből faragott plasztikákon, domborműveken, porcelánedényeken, rekeszzománc-tárgyakon, fafaragványokon stb. A dekoratív sárkányfiguráknak egész tárházát kínálják a régebbi és a mai rajzkönyvek, dekorációs mintakönyvek.

### Sárkányhajó-fesztivál

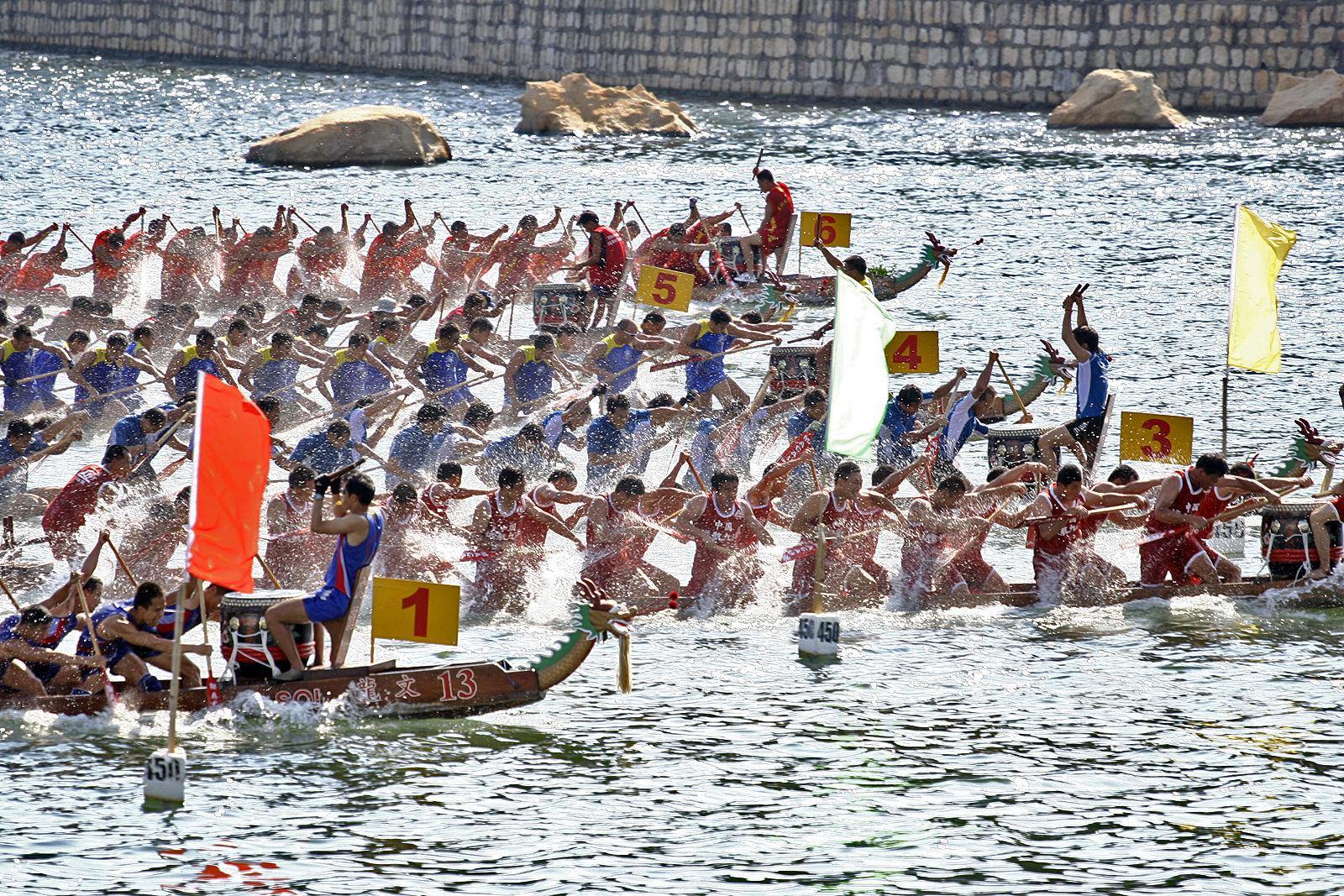
Sárkányhajó-verseny

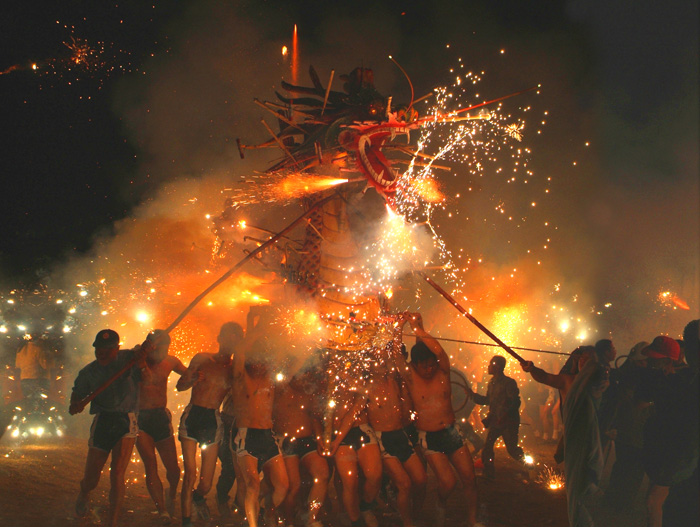
Tűzsárkány-tánc

Egy dél-kínai népi legenda szerint Kína első, név szerint ismert költője Csü Jüan (Qu Yuan), miután a Mi-lo (Miluo) folyóba vetette magát, csónakjaikon, hajóikon rizsgombócot szállító környékbeli falusiak siettek oda, hogy megmentsék a költőt. Csakhogy túl későn érkeztek. Hogy távol tartsák a halakat és az ártó szellemeket a testétől, evezőlapátjaikkal a vizet csapkodták, és rizst szórtak a vízbe felajánlásként Csü Jüan (Qu Yuan) szellemének, és hogy így eltereljék a testéből lakmározni kívánó halakat. Aznap éjjel a szelleme megjelent a barátai előtt, és elmondta nekik, hogy a folyóba ölte magát, s arra kérte őket, hogy háromszögletű selyemdarabba csomagolt rizsbatyukat dobjanak a vízbe, hogy így távol tartsák a sárkányt. Ezeknek a rizzsel töltött kis méretű batyukat kínaiul cung-ce (zongzi)nek (粽子) nevezik, bár ma selyem helyett leginkább nádlevelet használnak. Csü Jüan (Qu Yuan) szellemének hajóról történő keresése ünneppé vált, halálának évfordulóján, az ötödik holdhónap ötödik napján úgynevezett sárkányhajóversenyeket rendeznek. A sárkányhajók (lung-csou (longzhou) 龍舟; vagy lung-csuan (longchuan) 龍船) 12,5 méter hosszú kenu típusú hajók, amelyeket elöl sárkányfej, hátul pedig sárkányfarok díszít. Ez a tuan-vu csie (duanwu jie) (端午節), vagy más néven a „dupla ötös ünnepe” (suang-vu csie (shuangwu jie) 雙五節), amit nem csak Kínában, hanem Vietnámban és Koreában is megünnepelnek.

### Sárkánytánc
A sárkánytánc (vu-lung (wulong) 舞龍) hagyományos kínai tánc, melyet olyan ünnepségek alkalmával adnak elő, mint például a kínai újév vagy a lampionfesztivál. A sárkánytánchoz több résztvevőre van szükség, mint a hozzá sokban hasonló oroszlántánchoz. Minél hosszabb a sárkány, annál többen mozgatják, az igazán hosszú sárkányok akár a 100 métert is elérhetik. Hagyományosan a sárkány vázát fából vagy bambuszból készítik, de ma már gyakoribbak a könnyebb anyagból (alumínium, műanyag) készülő vázak. A vázat színes anyag borítja, az eleje egy nagyobb sárkányfejben végződik. A sárkány fejét és testét rudak segítségével mozgatják. A sárkány sokféle színű lehet: a zöld az aratás, az arany és az ezüst a gazdagság, a vörös pedig a szerencse és az ünneplés színe. A sárkányt egy táncos vezeti, aki egy gömbben végződő rudat tart a kezében, ez a „bölcsesség gyöngye”.

## Változatai Ázsiában

A druk Bhután zászlajában

### Bhután
Bhutánban druk (dzongkha: འབྲུག་) néven ismert az a mitológiai lény, amely formáját és szerepét tekintve rokonítható a kínai sárkánnyal. A „mennydörgés sárkány” Bhután nemzeti szimbóluma, amelynek figurája még a nemzeti lobogón és a címerben is megjelenik. A kínai ábrázolásokból ismert, a gazdagságot, bőséget jelképező gyöngy itt is megjelenik a sárkány rekvizitumaként. Magának az országnak, Bhutánnak a nevét Druk Yulnak, vagyis „Sárkányföld”-nek mondják, az ország mindenkori vezetője pedig a druk gyalpo, vagyis a „sárkánykirály”. Bhután nemzeti himnusza a Druk tsendhen, vagyis a „Sárkány királyság”.

### Japán

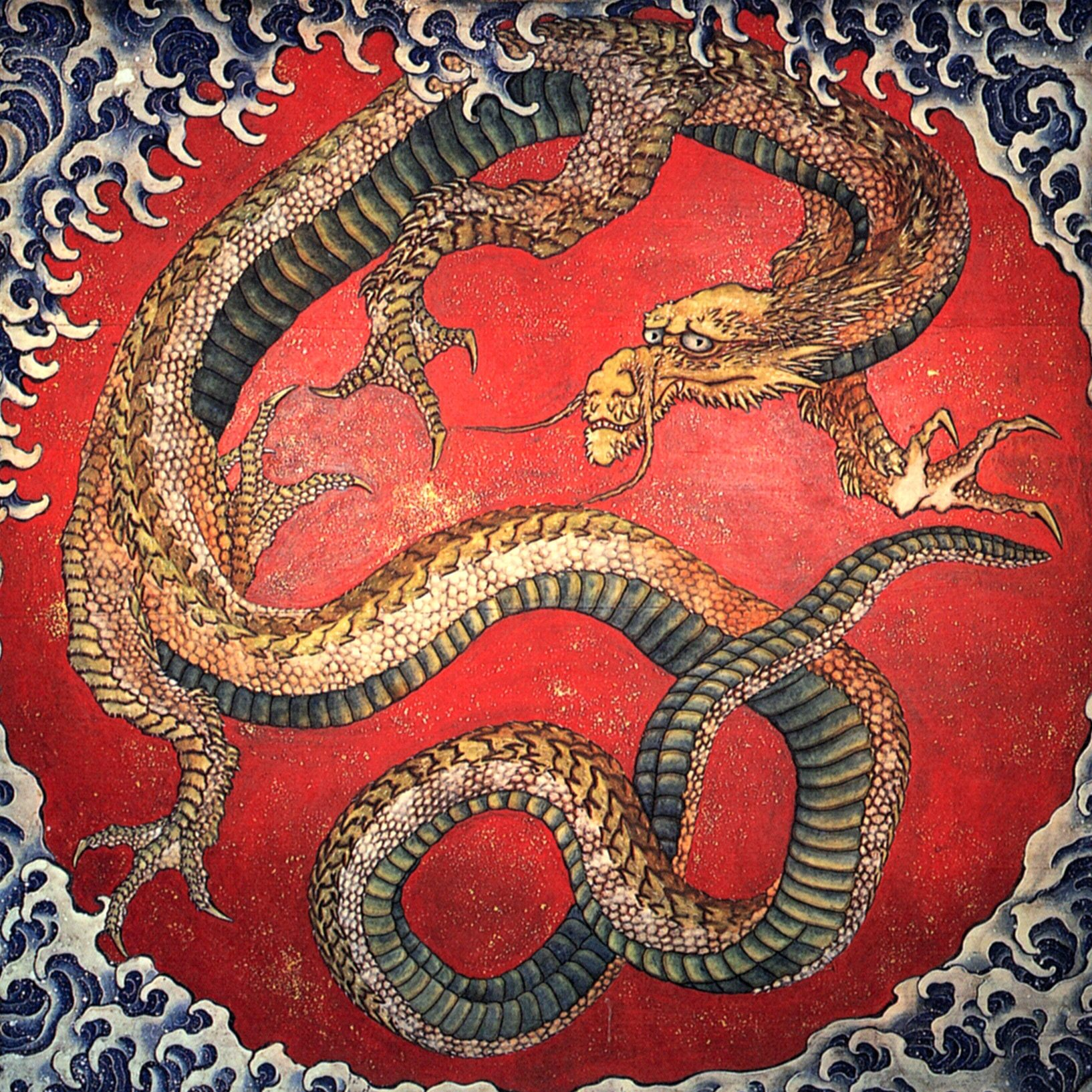
Hokusai festette japán sárkány

A sárkányok (Nihon no rjú 日本の竜) a japán mitológiában és folklórban is jelentős szerepet játszanak. Jellemző rájuk, hogy alakjuk az ősi japán elképzelések, hiedelmek, valamint a kínai, a koreai és az indiai hatások keveredésével alkották meg. A japán sárkány formai megjelenítésére és a tulajdonságaival, képességeivel kapcsolatban vallott elképzelésekre különösen a kínai sárkány lung (long) volt jelentős hatással. A sárkány Japánban is a víz elemhez kötődik, aki az áradásokért és az esőzésért felelős istenség. Hagyományosan szárnyak nélküli, hatalmas kígyószerű, karmos mancsú lényként ábrázolják.

### Korea

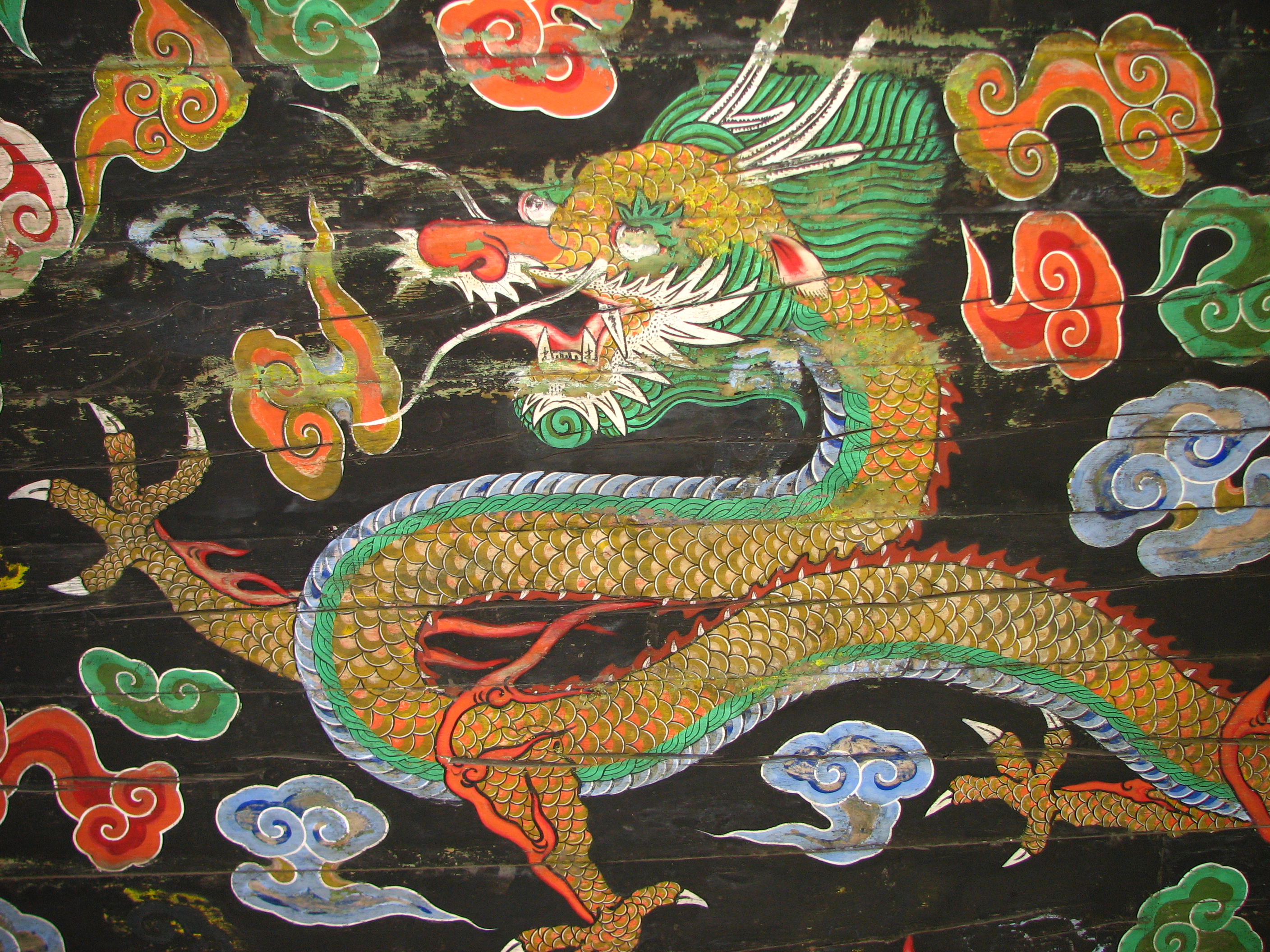
Koreai sárkány

A koreai mitológiában is felbukkan és jelentős szerepet játszik a sárkány, amelyet jong (yong) (용) vagy rjong (ryong) (룡) néven ismernek. Az ősi szövegek némelyike megemlékezik beszélő sárkányokról, akiket olyan pozitív érzelmek jellemeztek, mind a kedvesség, az odaadás és a hála. Egy legenda szerint Munmu sillai király halálos ágyán azt kívánta, hogy változzék sárkánnyá, és ebben az alakjában, a „Keleti-tenger sárkányaként” védelmezte Koreát.
A koreai sárkányt hasonló formában szokták ábrázolni, mint a kínai előképét, csak a koreai sárkány rendszerint dúsabb és hosszabb szakállal rendelkezik. Olykor egy „sárkánygömbnek” (joidzsu (yeouiju), 여의주) nevezett tárggyal ábrázolják, amelyet a mancsában vagy a szájában tart, s ami a buddhista csintamáni kincs vagy gyöngy koreai változata.
Kínai mintára a koreai mitológiának is része a sárkánykirály (rjongvang (ryongwang), 룡왕), aki a víz alatti palotájában lakik, és a vizek ura. A 6. holdhónap 15. napján, a fejmosás és a fésülködés napján régen áldozati szertartással egybekötött istentiszteletet rendeztek a számára, esős és bőtermésű évért fohászkodtak hozzá. A sárkánykirály tiszteletére elsősorban a sámánnők végezték el a szertartásokat. A sárkánykirály népszerű szereplője a koreai folklórnak, és alakja a középkori irodalomban is gyakorta felbukkan. A koreai népi kalendáriumban az 1. holdhónap 5. napját a „sárkány napjának” (rjongnal (ryongnal), 룡날) nevezik. A közhiedelem szerint, ha ezen a napon merítenek vizet a kútból, amelyben előző napon a sárkány lerakta a tojásait, a ház népe boldogságban és jólétben élhet egész esztendőn át.

### Nepál
Nepálban az aždahā (अझ़दहा), egyfajta repülő kígyó, az a mitikus lény, amely a kínai sárkánnyál kapcsolatba hozható. Hatalmas, erős kígyószerű lény, amely varázserővel vagy természetfeletti képességekkel rendelkezik. Nepálban a sárkány a természet erőit, sőt magát az univerzumot reprezentálhatja. Mindemellett a bölcsesség és a hosszú élet jelképe. A kínai rokonához hasonlóan gyakran kapcsolják az alakját a kutakhoz, a folyókhoz és az esőhöz.

### Vietnám

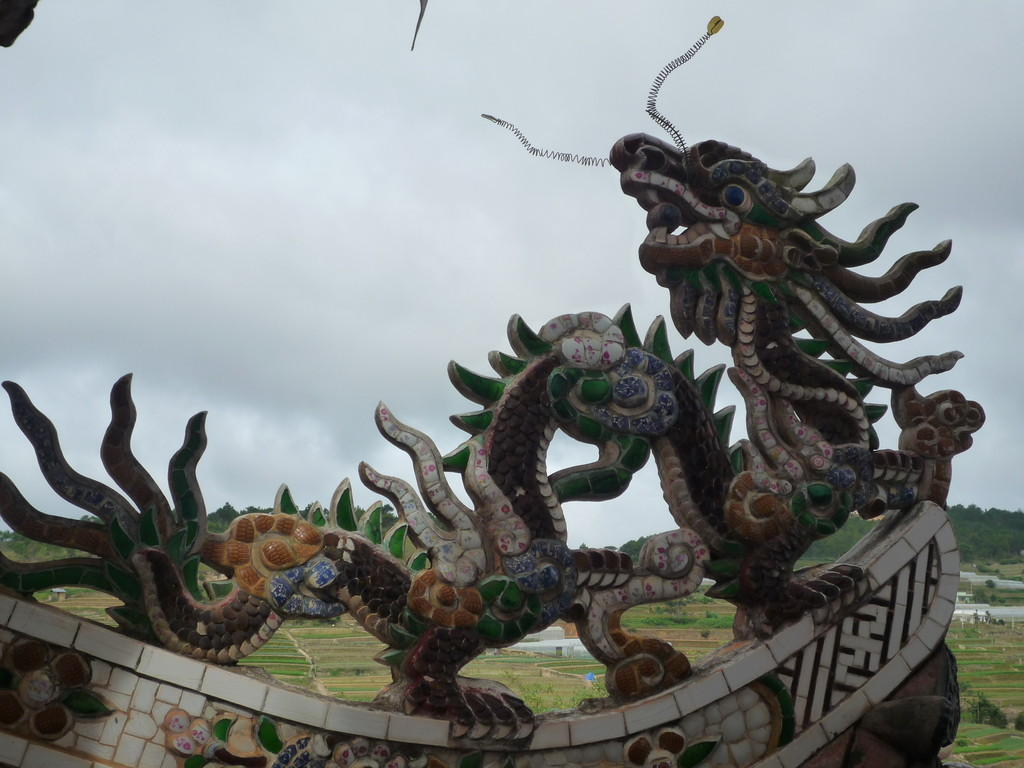
A vietnámi sárkány tetődíszként

A vietnámi mitológiában rồng (龍) néven ismert, és igen nagy jelentőséggel bír a sárkány. Maguk a vietnámiak a saját folklór hagyományaik szerint egy sárkány és egy tündér nászából származtatják magukat. Akárcsak Kínában, a vietnámiak hite szerint is a sárkány a felelős a földművelés számára oly fontos esőzésekért. Ugyancsak a kínai hatás figyelhető meg abban is, hogy az uralkodót, a nemzet erejét és jólétét jelképező, a jang (yang) princípiumhoz kötődő lénynek tartották. Az írott forrásokban, kifejezetten a vietnámi sárkányra történő utalások rendkívül ritkán fordulnak elő, a Nguyễn-dinasztia idején végrehajtott sinizáció, elkínaiasodás a sárkány figurájára, alakjára, szerepére erős hatással volt.

### India

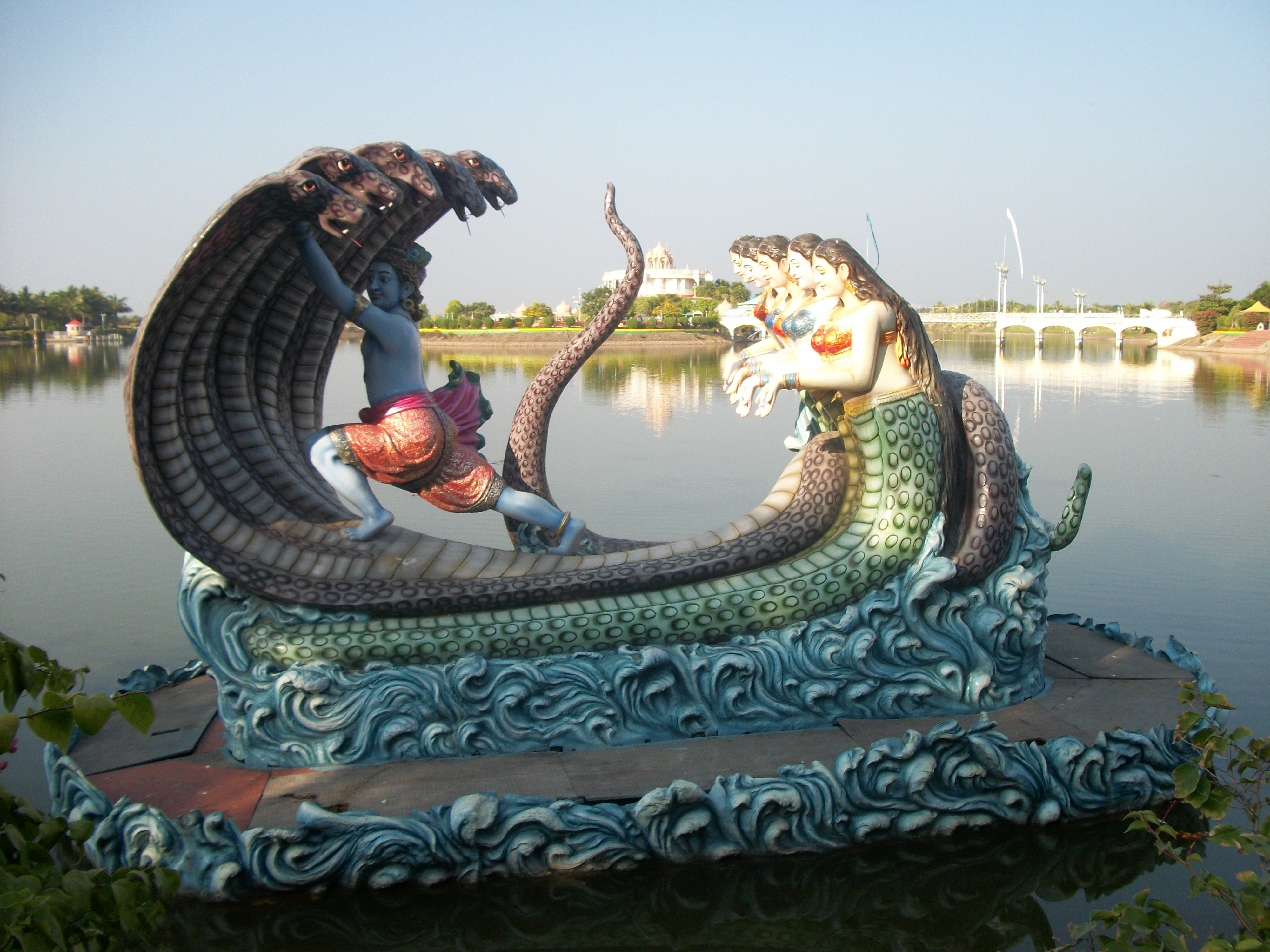
Krisna harca a Kaliya nevű nágával

Indiában, a hinduista mitológiában a kínaitól függetlenül, sőt feltehetően annál jóval előbb jelent meg a nága néven ismert félisteni lények elképzelése, amely a leginkább azonosítható a sárkányszerű lényekkel. A nágák kígyótörzzsel és egy vagy több emberi fejjel rendelkező lények. Bölcseknek és varázslóknak tartják őket, akik képesek változtatni az alakjukat és még a holtakat is fel tudják támasztani. Gyakorta emberi formában az emberek között élnek, szépségükről híres asszonyaik, a náginik pedig nem egyszer királyok vagy hősök feleségei lesznek. A hindu nága figurája része lett a mon-khmer mitológiának is, a laosziak úgy tartják róluk, hogy szellemekként az ország védelmezői.

### Magyarul
- ↑ Balázs 1976.:  Balázs, Étienne. „A történetírás mint a bürokratikus gyakorlat kalauza”. In Gazdaság és társadalom a régi Kínában. (Ford.: Ecsedy Ildikó. Budapest, Európa Könyvkiadó, 1976. 183–208. o.
- ↑ Kínai közmondások 2011.:  Kínai közmondások. (Válogatta és fordította: Gulyás Csenge – Harkány Julián; Utószó: Salát Gergely) Budapest, Kelet Kiadó, 2011. ISBN 978 615 504 105 1
- ↑ Kínai mitológia 1988.:  „Kínai mitológia”. In Mitológiai enciklopédia II. kötet, 385-456. o. Fordította: Kalmár Éva. Budapest, Gondolat Kiadó, 1988. ISBN 963 282 028 2 II. kötet
- ↑ Koreai mitológia 1988.:  „Koreai mitológia”. In Mitológiai enciklopédia II. kötet, 457-477. o. Fordította: Kovács Zoltán. Budapest, Gondolat Kiadó, 1988. ISBN 963 282 028 2 II. kötet
- ↑ Miklós 1973.:  Miklós Pál. A sárkány szeme. Bevezetés a kínai piktúra ikonográfiájába. Budapest, Corvina Kiadó, 1973.
- ↑ Pu Szung-ling 1997.:  Pu Szung-ling. A templom démona. Válogatta, fordította és az utószót írta: Tokaji Zsolt. Budapest, Terebess Kiadó, 1997. ISBN 963 85631 3 3
- ↑ Sárkánykirály 1956.:  A sárkánykirály lánya. Tang-kori történetek. Budapest, Új Magyar Könyvkiadó, 1956.
- ↑ Tokaji 2002.:  Tokaji Zsolt. Kínai jelképtár. Budapest: Szukits Könyvkiadó, 2002. ISBN 963 9393 27 4
- ↑ Tokaji 2007.:  Tokaji Zsolt. „Az öt elem monográfiákról. Kataklizmák, anomáliák, és különös jelenségek kategorizálása a kínai hivatalos történeti művekben”. In Kínai történelem és kultúra. Tanulmányok Ecsedy Ildikó emlékére. (Szerk.: Hamar Imre – Salát Gergely) Sinológiai Műhely. Budapest, Balassi Kiadó, 2007., 25-47. o. ISBN 978-963-506-806-7
- ↑ Vasziljev 1977.:  Vasziljev, L. Sz. Kultuszok, vallások és hagyományok Kínában. Budapest, Gondolat Kiadó, 1977. ISBN 963 280 475 9
- ↑ Vu 1980.:  Vu Cseng-en. A nyugati utazás, avagy a majomkirály története I-II. kötet. (2. kiadás) Ford., a jegyzeteket és a bevezetőt írta Csongor Barnabás. Budapest, Európa Könyvkiadó, 1980. ISBN 963 07 2234 8

### Idegen nyelven
- ↑ Carr 1990.:  Carr, Michael: "Chinese Dragon Names". In Linguistics of the Tibeto-Burman Area. Vol 13:2 (Fall), pp. 87–189.
- ↑ Dong 1992.:  Dong Zhiming [董枝明]. Dinosaurian Faunas of China. China Ocean Press, Beijing, 1992. ISBN 3 540 52084 8
- ↑ Doré 1966.:  Doré, Henri. Researches into Chinese Superstitions. T'usewei, Ch'eng-wen, 1917 (reprint 1966).
- ↑ Eno 2009.:  Robert Eno: “Shang State Religion and the Pantheon of the Oracle Text”. In John Lagerwey and Marc Kalinowski (ed.) Early Chinese Religion. Part One: Shang through Han (1250 BC– 220 AD). Brill, Leiden–Boston. pp. 41–102.
- ↑ Giskin–Walsh 2001.:  Howard Giskin – Bettye S. Walsh. An introduction to Chinese culture through the family. State University of New York Press. ISBN 0-7914-5047-3
- ↑ JGWZD:  Csia-ku-ven ce-tien (Jiaguwen zidian) 甲骨文字典 [„Jóslócsont-feliratok szótára” - kínaiul].
- ↑ He Xin 1989.:  何新 (Ho Hszin (He Xin))．龙：神话与真相 (Lung, sen-hua jü csen-hsziang (Long, shenhua yu zhenxiang))．上海人民出版社 (Sanghaj zsen-min csu-pan-sö (Shanghai renmin chubanshe)), 1989. ISBN 9787208003194
- ↑ Needham 1959.:  Needham, Joseph: Science and Civilisation in China. Vol. 3. Mathematics and the Sciences of the Heavens and Earth. Cambridge University Press, 1959. ISBN 0 521 05801 5
- ↑ Nienhauser 1994.:  William H. Nienhauser Jr., Ssu-ma Ch'ien, The Grand Scribe's Records, vol. 1, 'The basic annals of pre-Han China', Bloomington [etc.] Indiana University Press 1994, p. 6. ISBN 0-253-34021-7
- ↑ Ong 1997.:  Ong Hean-Tatt: Chinese Animal Symbolisms.Pelanduk Publications. Selangor Darul Ehsan, Malysia. ISBN 967-978-435-5
- ↑ Pankenier 2004.:  David W. Pankenier: “A Brief History of Beiji 北極 (Northern Culmen), With an Excursis on the Origin of the Character di 帝”. In Journal of the American Oriental Society 2004. 124.2, pp. 211–236.
- ↑ Sleeboom 2004.:  Sleeboom, Margaret. Academic Nations in China and Japan: Framed in concepts of Nature, Culture and the Universal. Routledge publishing. ISBN 0-415-31545-X
- ↑ Wu-Wang 1992.:  Vu Si-hszün (Wu Shixun) 吴士勋 – Vang Tung-ming (Wang Dongming) 王东明 (eds.). Szung Jüan Ming Csing paj-pu hsziao-suo jü-ce ta ce-tien (Song Yuan Ming Qing baibu xiaoshuo yuci da cidian) 宋元明清百部小说语词大辞典. Senhszi zsen-min csiao-jü csu-pan-sö (Shaanxi renmin jiaoyu chubanshe) 陕西人民教育出版社, 1992. ISBN 7-5419-2663-9
- ↑ Zhao 2010.:  趙丰曾 [Csao Feng-ceng (Zhao Fengzeng)]: 畫龍，話鼉 [Hua lung, hua to (Hua long, hua tuo)]. (kínaiul)